# Ploubazlanec
Ploubazlanec [plubazlanɛk], Plaeraneg en breton, est une commune située dans le département des Côtes-d'Armor en région Bretagne. Ploubazlanec appartient au pays historique du Goëlo.
Ses habitants sont appelés les Ploubazlanecains et les Ploubazlanecaines.

## Géographie

### Localisation
Ploubazlanec est une ville au nord du département des Côtes-d'Armor, bordée par la Manche sur environ 19 kilomètres de côtes et qui s'étend sur 15,04 km2 soit 1 504 hectares. Elle est située sur la côte du Goëlo au nord-ouest de la baie de Saint-Brieuc et de la réserve naturelle nationale de la baie de Saint-Brieuc.
Son altitude varie de 0 à 72 m et est en moyenne de 36 m.
Elle est longée par le Trieux, petit fleuve côtier dont l'embouchure est encadrée d'amont en aval par Pleudaniel puis Lézardrieux à l'ouest, et Plourivo puis Paimpol puis Ploubazlanec à l'est.
| (Manche)       | (Manche)     | (Île-de-Bréhat)☀ |
| (Lézardrieux)☀ | Ploubazlanec | (Manche)         |
| Paimpol        | Paimpol      | (Manche)         |

La commune est bordée au nord-ouest par l'entrée de l'estuaire du Trieux, avec Lézardrieux de l'autre côté de l'estuaire. Or l'estuaire qui les sépare est considéré comme un bras de mer et donc « hors territoire » à proprement parler. Techniquement, l'estuaire du Trieux commence vers le moulin à marée près de Porz Lec'h sur Pleudaniel, avec en face Toull ar Huiled sur Plourivo.
Il en va de même pour la contigüité avec l'île de Bréhat, qui est une commune hors intercommunalité séparée de Ploubazlanec par une étendue de mer. La seule commune effectivement contigüe à Ploubazlanec est Paimpol au sud.

### Cadre géologique

Carte géologique du Massif armoricain, avec au nord-est le batholite mancellien et ses nombreux plutons de granite cadomien (Trégor, Lanhélin, Louvigné, Vire, Avranches…). Ce batholite dessine une ellipse de 150 km (d'Alençon à la Rance) sur 90 km (de Vitré à Vire).

Située à l'extrémité orientale du plateau du Trégor, Ploubazlanec est localisée dans la partie médiane du domaine nord armoricain, unité géologique du Massif armoricain qui est le résultat de trois chaînes de montagnes successives. Le site géologique de Ploubazlanec se situe plus précisément dans le batholite du Trégor, pluton qui fait partie d'un ensemble plus vaste, le batholite mancellien,.
L'histoire géologique du plateau du Trégor est marquée par le cycle icartien (de ca. -2 200 Ma à -1 800 Ma) dont la géodynamique est mal connue, et le cycle cadomien (entre 750 et 540 Ma) qui se traduit par la surrection de la chaîne cadomienne qui devait culminer à environ 4 000 m et regroupait à cette époque (avant l'ouverture de l'océan Atlantique) des terrains du Canada oriental, d'Angleterre, d'Irlande, d'Espagne et de Bohême. Cette ceinture cadomienne se suit à travers le Nord du Massif armoricain depuis le Trégor (baie de Morlaix) jusqu'au Cotentin. À une collision continentale succède une période de subduction de l'océan celtique vers le sud-est, sous la microplaque Armorica appartenant alors au supercontinent Gondwana. Des failles de direction N40°-N50°enregistrent un raccourcissement oblique, orienté environ NNE-SSW. Cette tectonique régionale entraîne un métamorphisme à haute température et basse pression. À la fin du Précambrien supérieur, les sédiments briovériens issus de l’érosion rapide de la chaîne cadomienne sont ainsi fortement déformés, plissés, formant essentiellement des schistes et des gneiss. Les massifs granitiques du Mancellien (notamment le massif côtier nord-trégorrois, le granite de Plouha, les diorites et gabbros de Saint-Quay-Portrieux), dont la mise en place est liée au cisaillement nord-armoricain scellent la fin de la déformation ductile de l'orogenèse cadomienne. À leur tour, ces massifs granitiques sont arasés, leurs débris se sédimentant dans de nouvelles mers, formant les « Séries rouges » qui se déposent dans le bassin ordovicien de Plouézec-Plourivo, hémi-graben limité au nord par la faille de Trégorrois. Les grands traits de l’évolution géologique du Trégor sont alors fixés. L'altération a également transformé les roches métasédimentaires en formations argilo-sableuses. Enfin, au Plio-quaternaire, les roches du substratum sont localement recouvertes par des dépôts récents issus de l’action du vent (lœss, limons sur les coteaux).
La région de Ploubazlanec est ainsi formée d'un plateau granitique (750-650 Ma) recoupé par un champ filonien extrêmement dense de dolérite du Trieux, roche massive noire, à cristallisation très fine, ayant une composition de basalte tholéïtique. Elle correspond à la subduction d'un domaine océanique vers le sud-est sous la marge nord du Gondwana, entraînant un métamorphisme à haute température et basse pression (subduction engendrant un bassin intra-arc ou une zone de chevauchement, les deux hypothèses restant débattues).
Pétrographiquement, le granite représente une microgranite monzonitique de Launay (hameau de Ploubazlanec). « Cette formation dessine une bande que l'on observe depuis les·falaises de la pointe de l'Arcouest à l'est, jusque dans les rives du Jaudy à l'ouest, où elle ne forme plus que des affleurements limités au sein de la micro-granodiorite. Cette roche a des aspects souvent variables. Le type le plus caractéristique peut être cependant examiné le long de la côte, entre l'Arcouest et Loguivy-de-la-Mer. Il s'agit d'une roche de teinte rose lorsqu'elle s'altère. Au sein d'une mésostase dont les éléments sont indiscernables à l'œil nu, on reconnaît des phénocristaux automorphes de feldspaths blancs, très nombreux, et de minéraux ferro-magnésiens noirs (amphibole, biotite) ».
Touristiquement, les principaux aspects de la géologie dans cette région peuvent être abordés au cours de balades naturalistes et géologiques qui permettent d'observer sur un espace réduit du territoire, des roches d'âge et de nature différents, témoins de phénomènes géologiques d'ampleur (magmatisme, tectogenèse, métamorphisme, érosion…). La pointe de l'Arcouest permet notamment d'observer les filons de dolérite et de microgranites de Loguivy-de-la-Mer (réseau dense à orientation générale N 60°) qui recoupent le batholite du Trégor.

### Hydrographie
Pour un article plus général, voir Réseau hydrographique des Côtes-d'Armor.
La commune est située dans le bassin Loire-Bretagne. Elle est drainée par le Traou,.

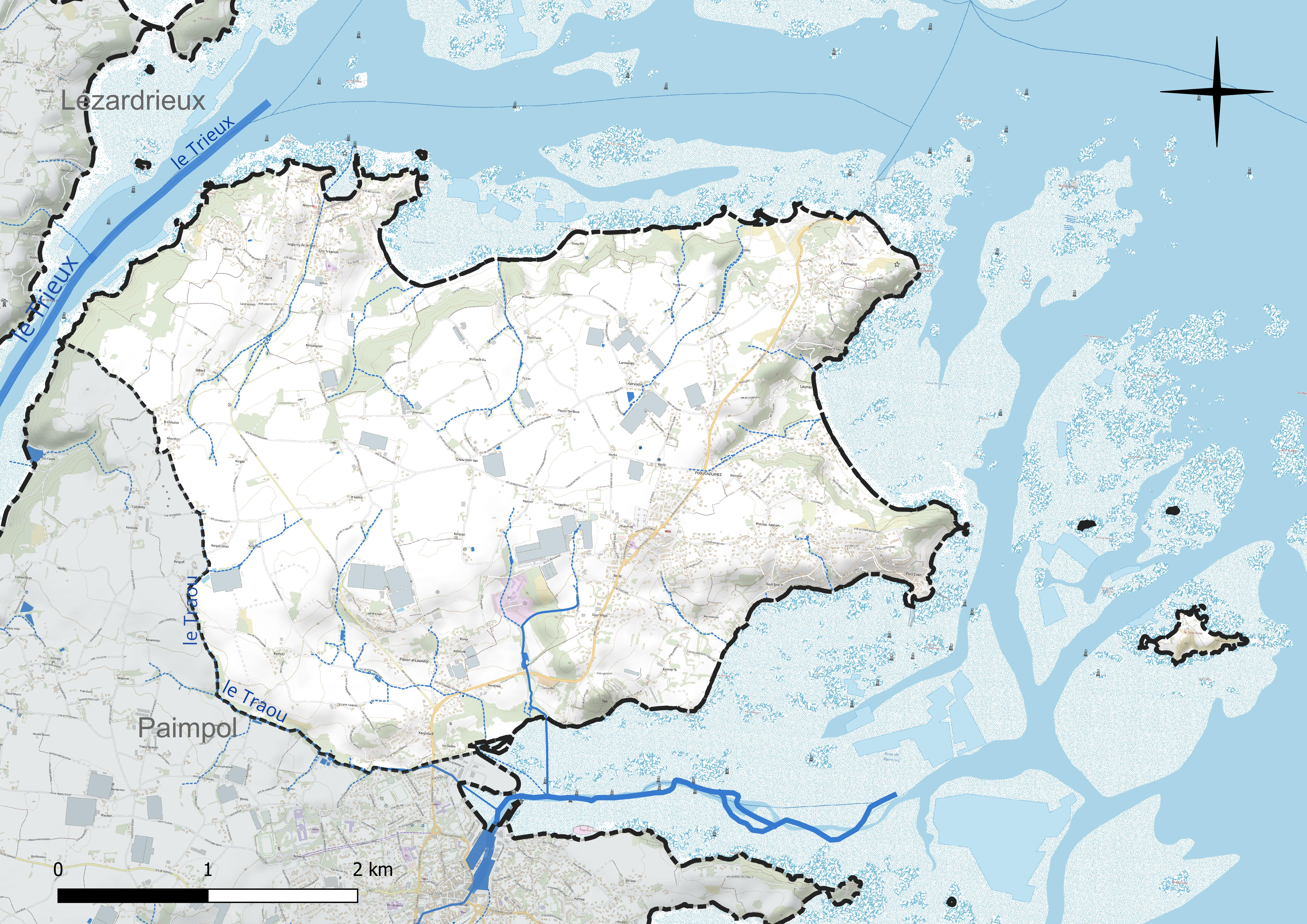
Réseau hydrographique de Ploubazlanec.

### Climat
Pour des articles plus généraux, voir Climat de la Bretagne et Climat des Côtes-d'Armor.
En 2010, le climat de la commune est de type climat océanique franc, selon une étude du Centre national de la recherche scientifique s'appuyant sur une série de données couvrant la période 1971-2000. En 2020, Météo-France publie une typologie des climats de la France métropolitaine dans laquelle la commune est exposée à un climat océanique et est dans la région climatique Finistère nord, caractérisée par une pluviométrie élevée, des températures douces en hiver (6 °C), fraîches en été et des vents forts. Parallèlement l'observatoire de l'environnement en Bretagne publie en 2020 un zonage climatique de la région Bretagne, s'appuyant sur des données de Météo-France de 2009. La commune est, selon ce zonage, dans la zone « Littoral », exposée à un climat venté, avec des étés frais mais doux en hiver et des pluies moyennes.
Pour la période 1971-2000, la température annuelle moyenne est de 11,2 °C, avec une amplitude thermique annuelle de 9,9 °C. Le cumul annuel moyen de précipitations est de 720 mm, avec 12,7 jours de précipitations en janvier et 6,4 jours en juillet. Pour la période 1991-2020, la température moyenne annuelle observée sur la station météorologique la plus proche, située sur la commune d'Île-de-Bréhat à 6 km à vol d'oiseau, est de 12,5 °C et le cumul annuel moyen de précipitations est de 760,5 mm,. Pour l'avenir, les paramètres climatiques de la commune estimés pour 2050 selon différents scénarios d'émission de gaz à effet de serre sont consultables sur un site dédié publié par Météo-France en novembre 2022.

### Voies de communication et transports
Ploubazlanec est reliée à Paimpol grâce à la ligne 24 du réseau de bus Axéobus.
Des vedettes sont également disponibles à la Pointe de l'Arcouest pour aller sur l'île de Bréhat.
Ploubazlanec est traversée par la route départementale 789. La petite D 15 mène de Kerpalud à Loguivy.

### Hameaux et lieux-dits

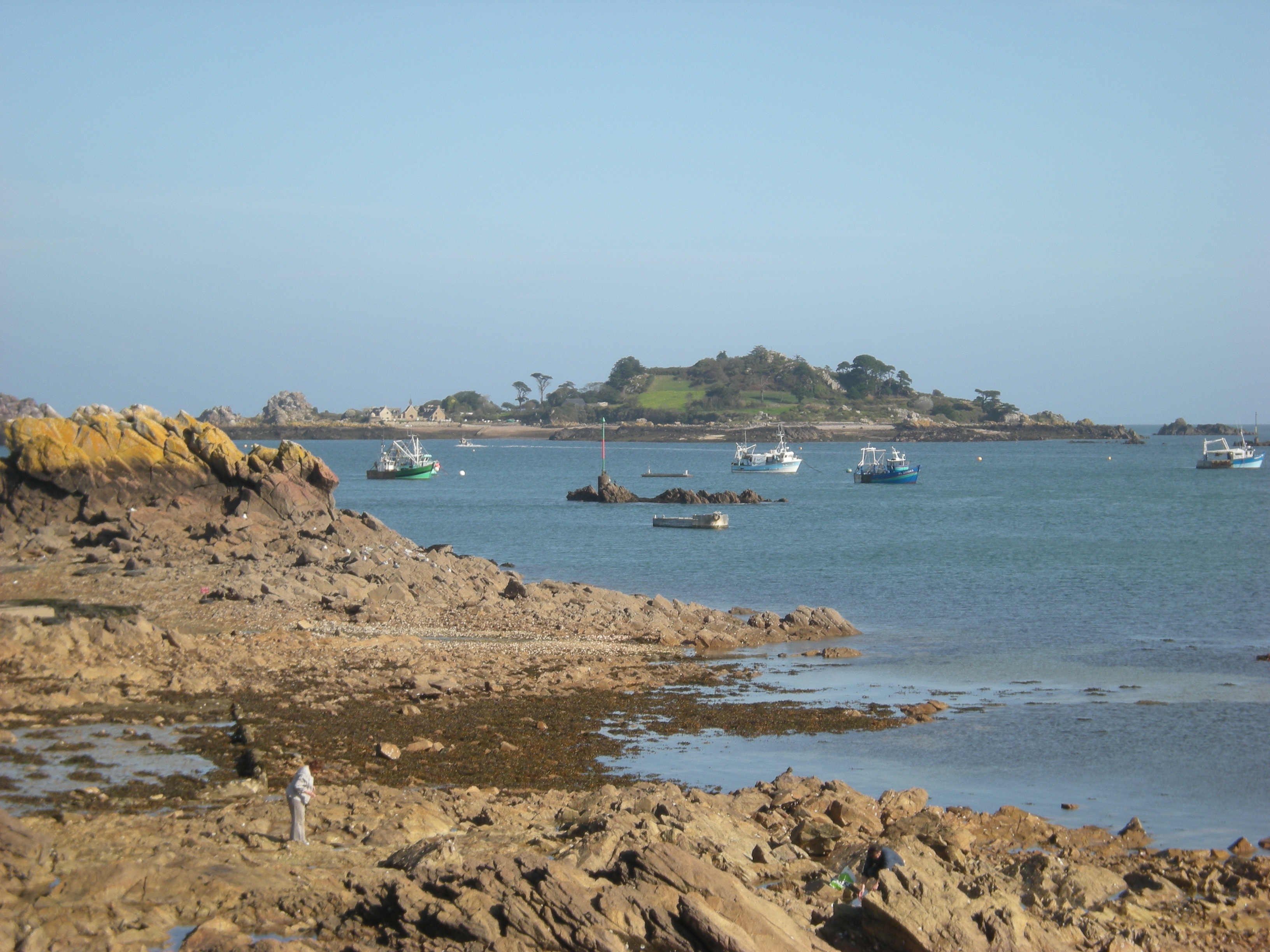
L'île Saint-Riom.

L'île Saint-Riom fait partie du territoire de Ploubazlanec - mais non l'île de Bréhat qui est une commune à part entière. 

Ploubazlanec inclut de nombreux lieux-dits et écarts, dont certains remarquables.

#### Pors-Even

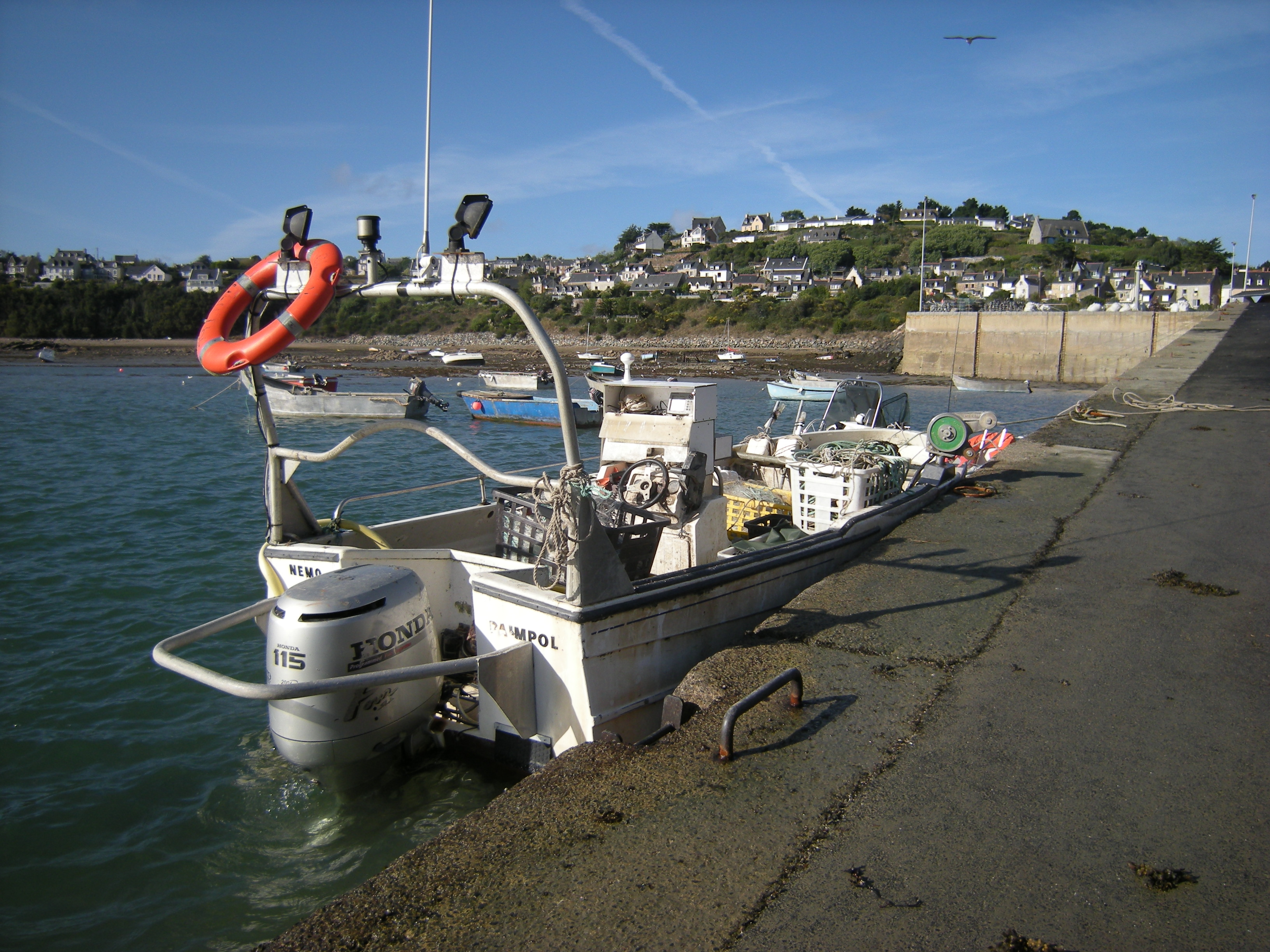
Vue de Pors-Even depuis la « cale » de mise à l'eau de la jetée. Au premier plan, une vedette rapide de pêche.

Pors-Even ([pɔʁzevɛn]) est le second port de pêche de la commune, qui donne sur l'anse de Paimpol. Il est renommé pour ses viviers accessibles à tous. On peut y acheter des coquillages (coquilles Saint-Jacques, praires…) et des crustacés (homards, crabes…).
C'est cet endroit qui, avec la ville voisine de Paimpol, a inspiré Pierre Loti pour son roman Pêcheur d'Islande.

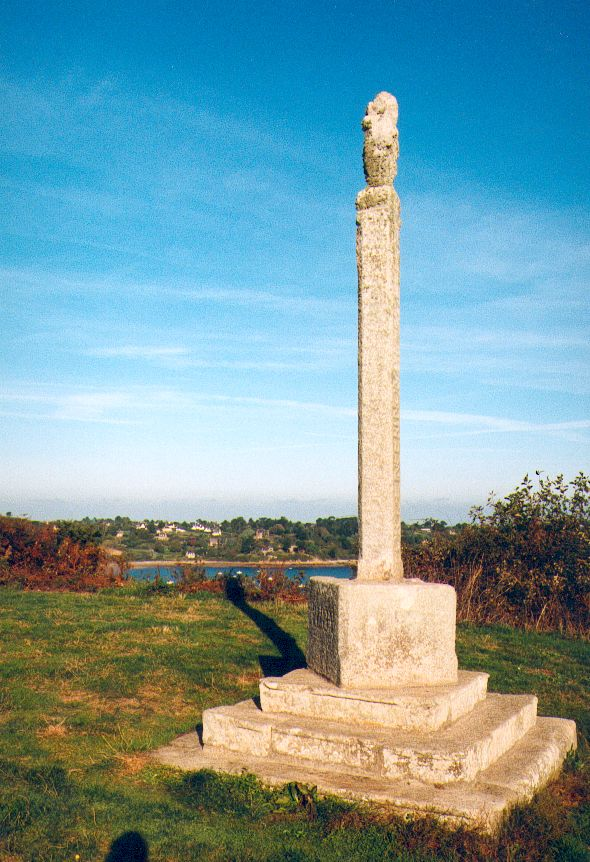
La Croix des Veuves.

La Croix des Veuves (à la Pointe de la Trinité, début du XVIIIe siècle) et le Pilier de la Vierge, sont deux endroits remarquables. Les femmes de pêcheurs se rendaient à la Croix des Veuves pour guetter le retour des navires, partis en longues et difficiles campagnes de pèche sur les bancs de Terre Neuve.

#### Loguivy-de-la-Mer

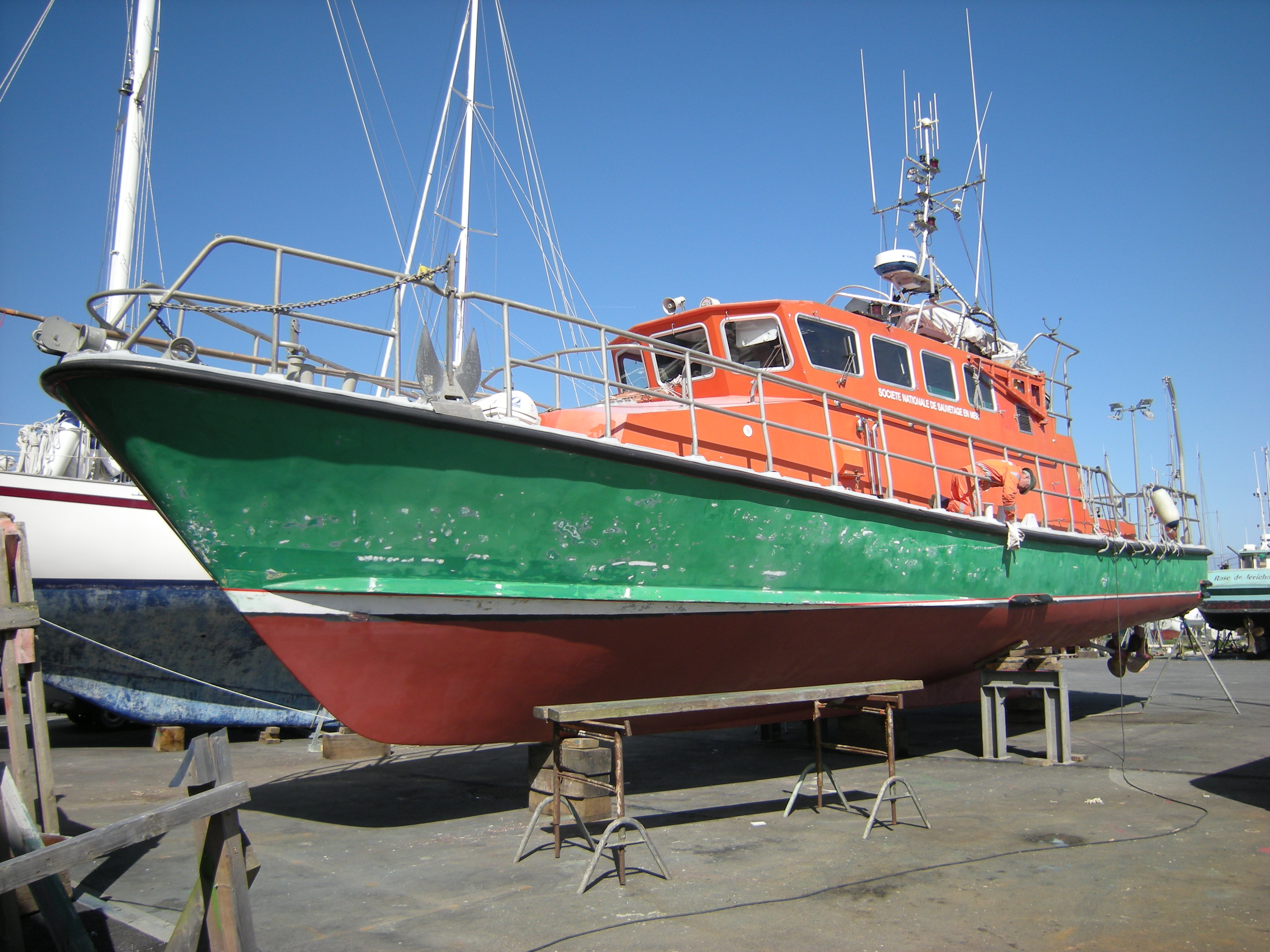
Le Sant Ivy, canot de sauvetage de la SNSM basé à Loguivy, en carénage à Paimpol.

Le port de pêche de Loguivy se situe à l'entrée du Trieux. Ce port est réputé pour ses coquilles Saint-Jacques qui font l'objet d'une fête annuelle en alternance avec Saint-Quay-Portrieux et Erquy. Le port est géré par la Chambre de commerce et d'industrie des Côtes-d'Armor.

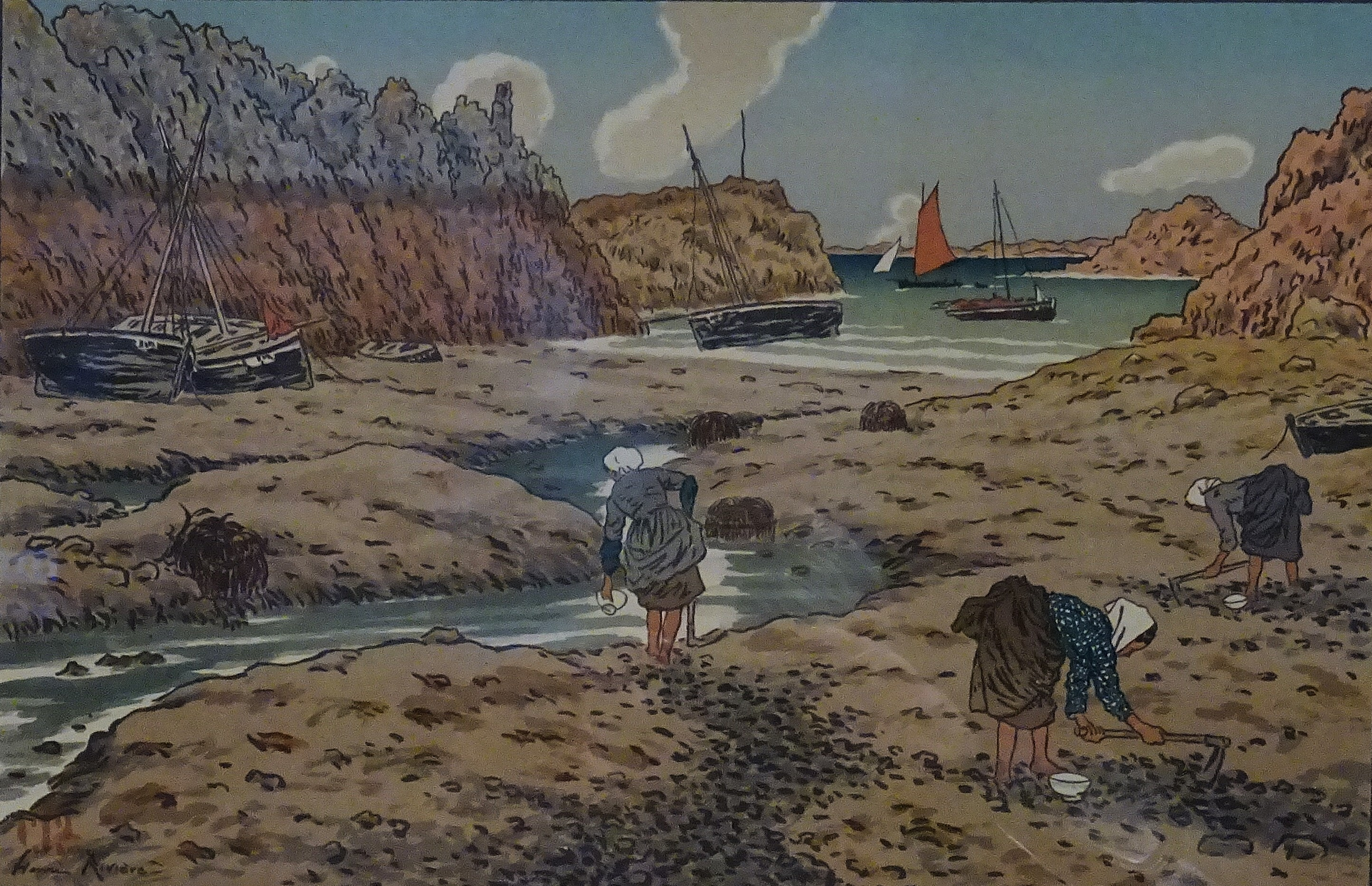
Henri Rivière : Le port de Loguivy à marée basse (1905, lithographie sur papier vélin).

Le port de Loguivy est également réputé pour son championnat du monde de Loguivy-de-la-Mer des bateaux à moteur pop-pop dont le premier champion fut Louis Valier.
À noter la présence d'un poisson et non d'un coq sur le clocher de l'église. Le village est majoritairement constitué de maisons de pêcheurs transformées en coquettes résidences secondaires. Lénine séjourna à Loguivy durant l'été 1902. Tristan Bernard y établit sa maison secondaire au début du XXe siècle.
Une chanson célèbre de François Budet (Loguivy-de-la-Mer) évoque ce petit port.

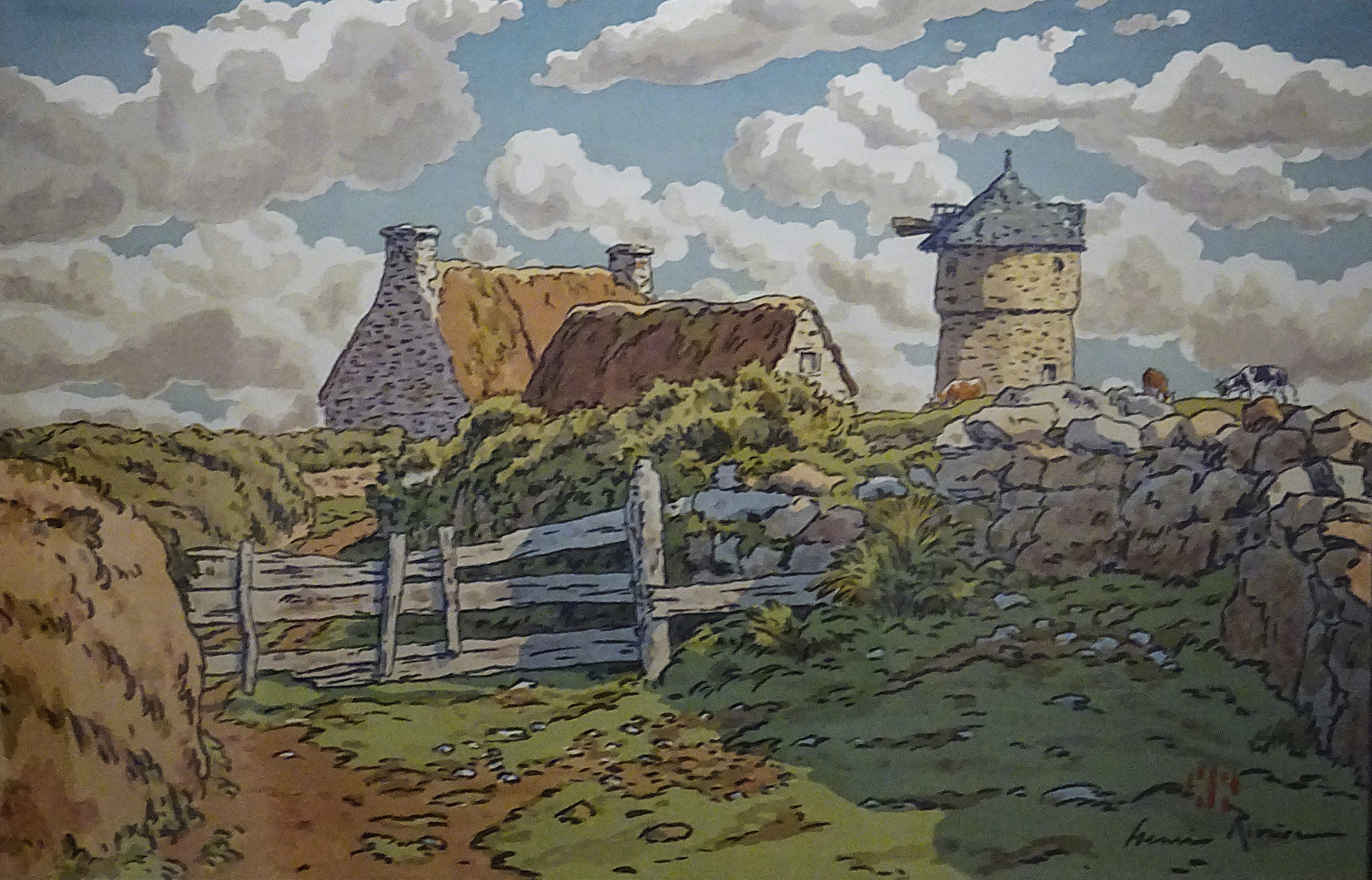
Henri Rivière : Vieux moulin à Loguivy (1910, lithographie sur papier vélin).

Au début du XXIe siècle, Loguivy-de-la-Mer n'abrite plus qu'une vingtaine de bateaux et la plupart de ses commerces ont fermé. La réhabilitation amorcée en 2020 des anciens viviers Saint-Suliac, inutilisés depuis une douzaine d'années, en le transformant en 26 petits viviers à vocation ikejime, vise à insuffler à Loguivy un nouveau dynamisme.

#### L'Arcouest

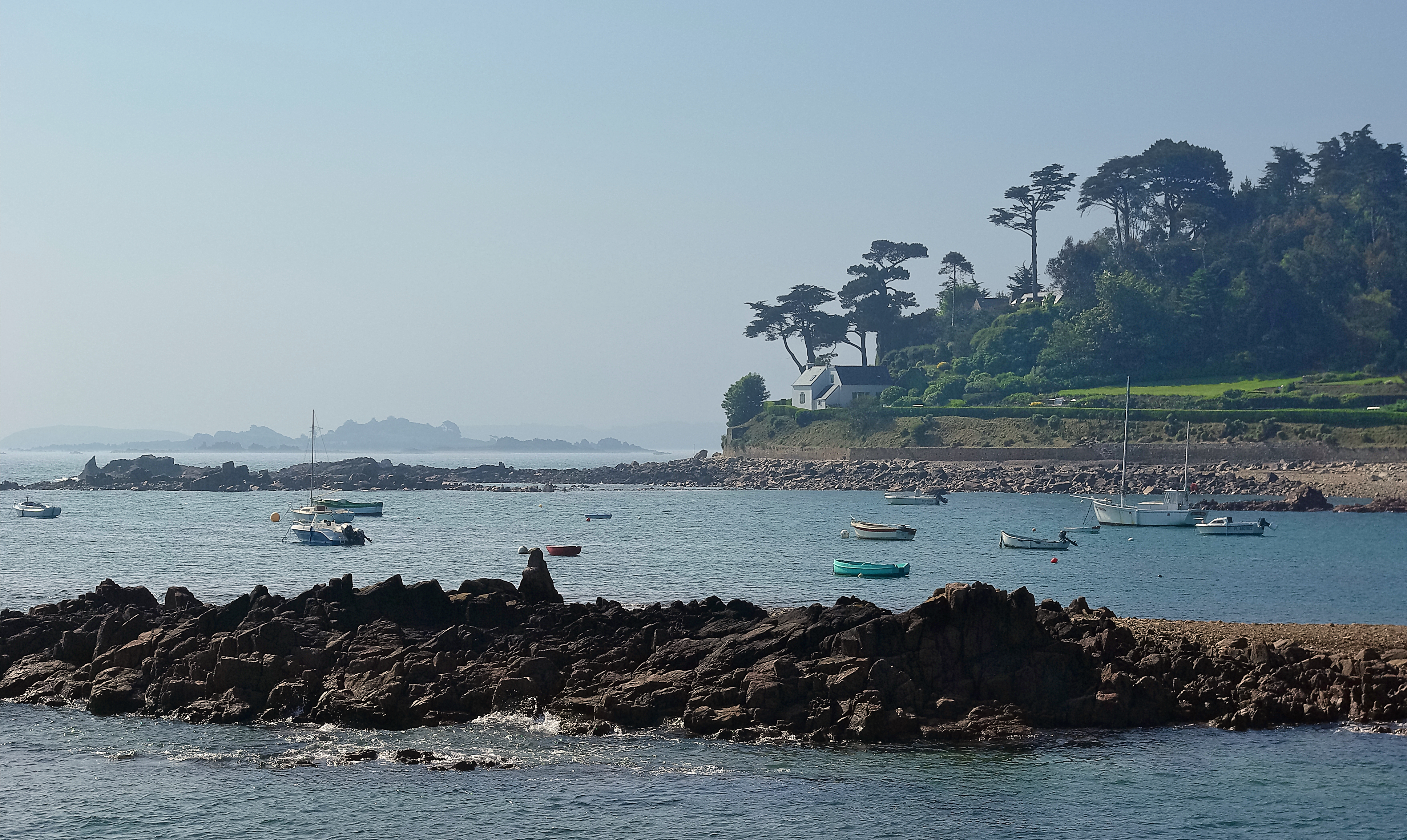
La pointe de l'Arcouest, vue depuis la pointe de Gouern. Derrière la pointe de l'Arcouest, l'île Saint-Riom dans l'anse de Paimpol.

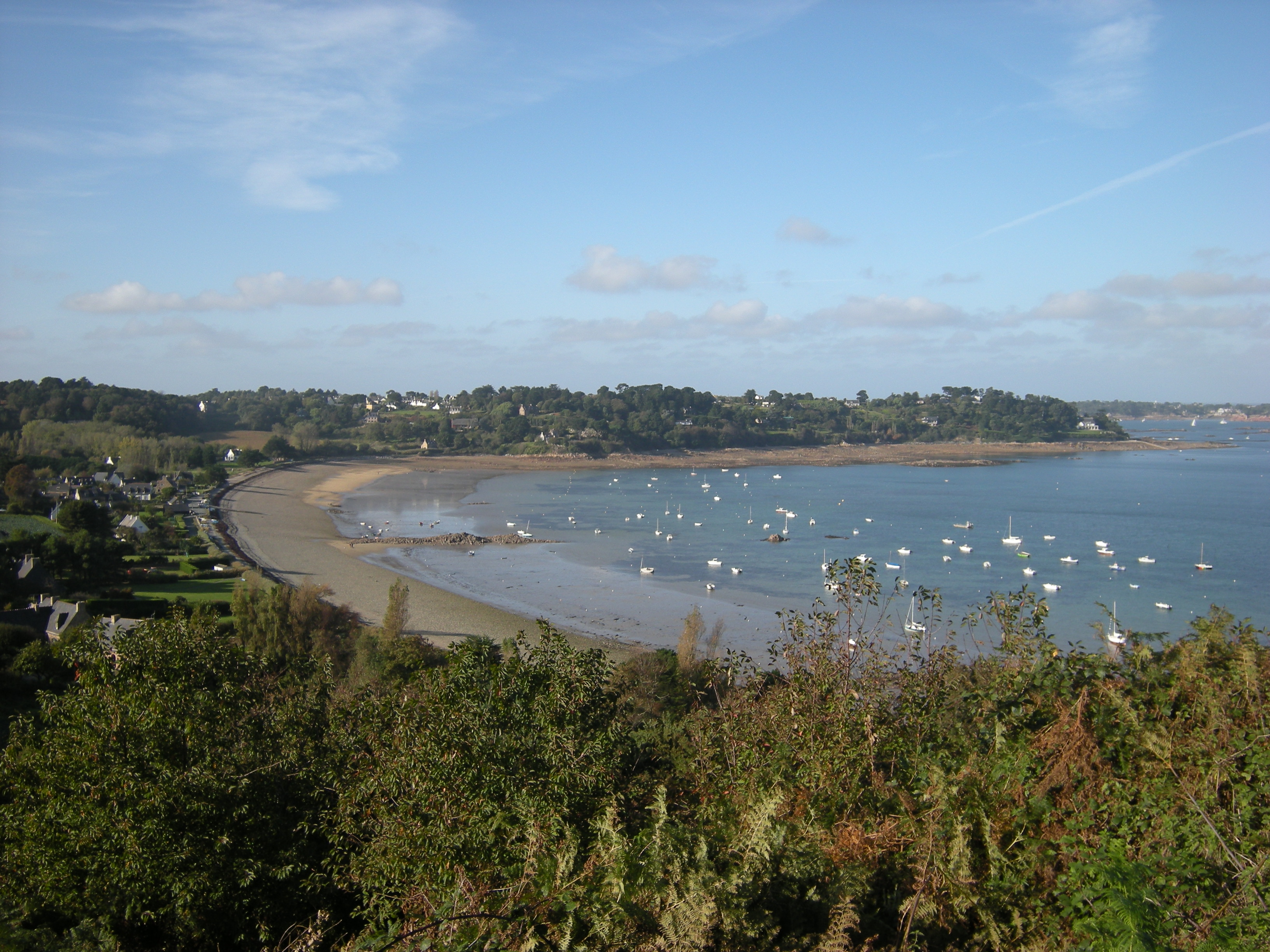
L'anse (dite baie) de Launay et la pointe de l'Arcouest, vues depuis la Croix des Veuves au sud.

L'Arcouest est une pointe fermant au nord-ouest l'anse de Launay. Elle abrite le port d'embarquement pour l'île de Bréhat, desservi depuis Paimpol par la ligne 24 de l'Axéobus, le service de transports en commun de Guingamp-Paimpol Agglomération.
L'Arcouest a aussi servi à baptiser l'un des premiers et plus grands prototypes d'hydrolienne construit et testé en France par OpenHydro. Une hydrolienne sera d'ailleurs testée au large de l’île de Bréhat, sur le plateau de la Horaine.
Sur la façade de cette pointe donnant sur l'anse, se trouvent un certain nombre de maisons appartenant (ou ayant appartenu) à des scientifiques ou intellectuels français qui s'y installèrent à partir du début du XXe siècle, tels que Louis Lapicque, Charles Seignobos, Jean Perrin,,, Marie Curie, Irène Joliot-Curie, Jean Zay, Victor Auger, Pierre Auger ou Georges Pagès. Dans un reportage de Paris Match en 1939, les journalistes baptisèrent le lieu du nom ironique de « Sorbonne-Plage » car plusieurs de ces personnalités étaient professeurs à la Sorbonne.
Cette vague d'installations commence en 1901, sur l'initiative de Louis Lapicque, Charles Seignobos et d'Anatole Le Braz, qui souhaite quitter Port-Blanc après la disparition de plusieurs membres de sa famille noyés lors d'un naufrage dans l'estuaire du Jaudy (dont sa sœur, mariée à Léon Marillier, professeur de Religion des peuples primitifs, dont Lapicque suivait les cours à l’École pratique des hautes études et dont la mère était l’épouse de Seignobos), Il "découvrent" la pointe de l'Arcouest ; il n'y a à l'époque qu'une chaumière en ruine sur le plateau. En 1904 le physiologiste Louis Lapicque est le premier à faire bâtir sa maison, Roc'h Ar Had, sur un large terrain dont il revend progressivement des parcelles à ses amis. Charles Seignobos, dit le Capitaine, le suit avec sa maison Taschen Bihan construite en 1910. Cette maison sera entièrement détruite par les Allemands, à la fin de la guerre, et reconstruite quasiment à l'identique. Finalement, une trentaine de familles de scientifiques et d'intellectuels s'installent dans le secteur ; certaines des demeures qu'ils s'y firent construire appartiennent encore aux descendants. De nombreux noms de rue et chemins témoignent de leur présence. L'ambiance de cette période est retransmise dans les films réalisés par Irène Joliot-Curie et Hélène Langevin.
En 1923, une pétition de 26 marins pêcheurs de Launay amène la construction d'une cale de 50 mètres de long ; elle permet de débarquer la pêche d'une dizaine de bateaux.
Assistant-préparateur du professeur Victor Auger à la Sorbonne, Eugène Schueller s'installe à l'Arcouest en 1926, le premier à faire poser une clôture - qui coupe le chemin du GR36 ou chemin des douaniers, obligeant celui-ci à quitter le haut des falaises. Dans sa maison à colonnades à la pointe de la baie, sa fille et son gendre Liliane et André Bettencourt reçoivent le président Georges Pompidou et son épouse lors du voyage de ces derniers en Bretagne en juillet 1969.
De nos jours, les abords du port de l'Arcouest sont très urbanisés, en contraste avec le reste de la commune dont l'habitat est resté en majorité traditionnel dans son aspect ; dans les zones rurales les maisons restent plutôt discrètes.
En 1973, une sculpture de granite pour Frédéric et Irène Joliot-Curie, sur le thème de l'énergie nucléaire est installée à la pointe de l'Arcouest.

#### Launay

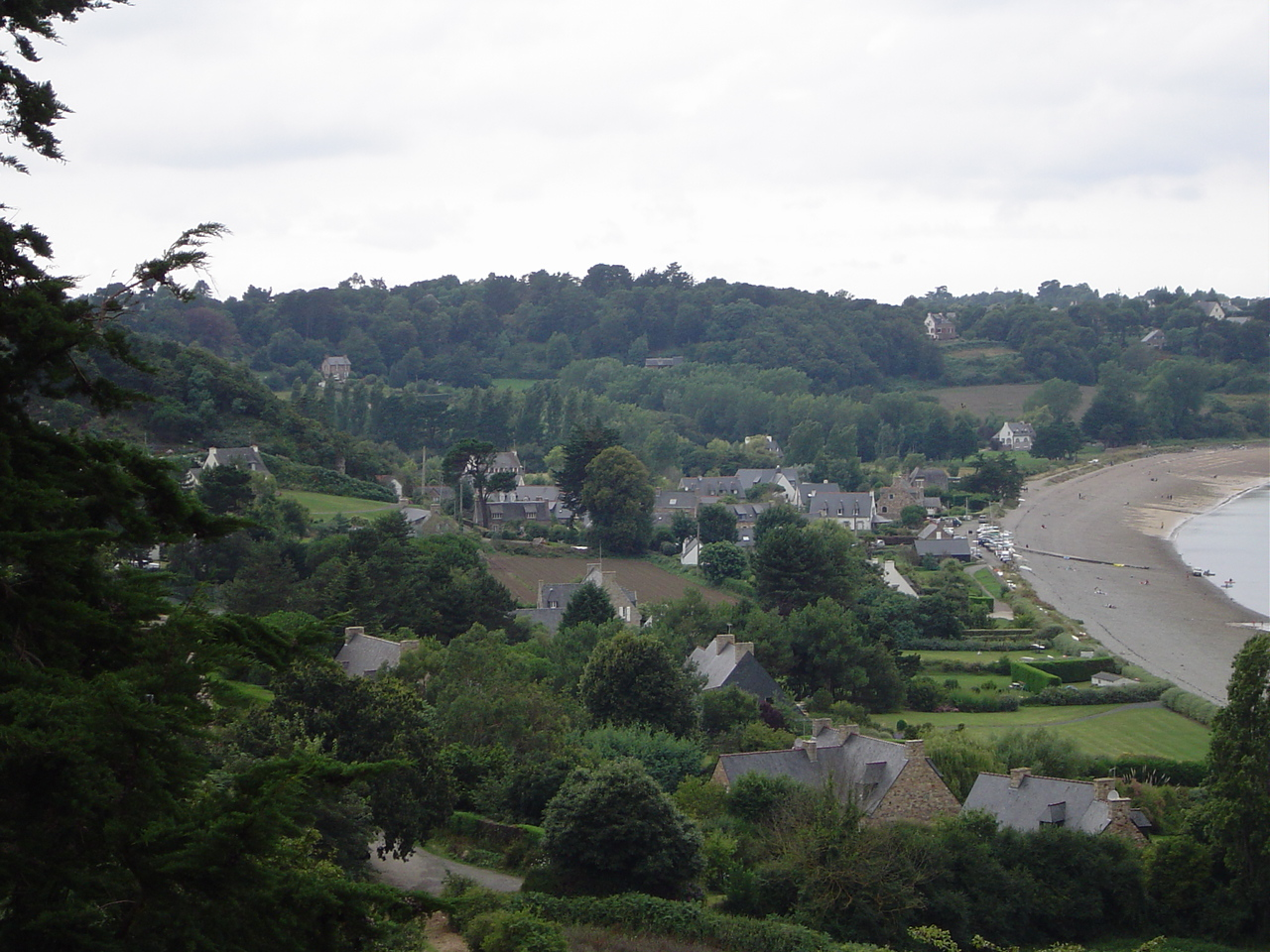
Launay, le village et sa plage de galets.

Launay (dit Launay - mal nommé, pour le différencier de Launay, village voisin sur la presqu’île de Pleubian, au pieds du sillon de Talbert) est un ancien village de pêcheurs devenu un lieu de villégiature recherché. C'est dans son anse que « Sorbonne-Plage » est née et s'est développée. L'anse contient des réservoirs de pêcheries, datant d'avant que cette pratique soit interdite.
On y trouve une plage et un petit port de plaisance.
La réserve Paule Lapicque borde la baie de Launay. En 2003, Paule Lapicque (1909-2001), militante dès les années 1970 de l'agriculture biologique, lègue à l'association Bretagne vivante 11 ha de milieux naturels variés et trois bâtiments. L'association a mis en place trois sentiers de découverte, la maison « Notéric » (villa datant de 1904) devenue la maison d'accueil du public, et un écolo-gîte géré par des bénévoles.

## Urbanisme

### Typologie
Au 1er janvier 2024, Ploubazlanec est catégorisée commune rurale à habitat dispersé, selon la nouvelle grille communale de densité à 7 niveaux définie par l'Insee en 2022.
Elle appartient à l'unité urbaine de Paimpol, une agglomération intra-départementale dont elle est une commune de la banlieue,. Par ailleurs la commune fait partie de l'aire d'attraction de Paimpol, dont elle est une commune de la couronne,. Cette aire, qui regroupe 13 communes, est catégorisée dans les aires de moins de 50 000 habitants,.
La commune, bordée par la Manche, est également une commune littorale au sens de la loi du 3 janvier 1986, dite loi littoral. Des dispositions spécifiques d’urbanisme s’y appliquent dès lors afin de préserver les espaces naturels, les sites, les paysages et l’équilibre écologique du littoral, tel le principe d'inconstructibilité, en dehors des espaces urbanisés, sur la bande littorale des 100 mètres, ou plus si le plan local d’urbanisme le prévoit.

### Occupation des sols
L'occupation des sols de la commune, telle qu'elle ressort de la base de données européenne d’occupation biophysique des sols Corine Land Cover (CLC), est marquée par l'importance des territoires agricoles (62 % en 2018), en diminution par rapport à 1990 (70 %). La répartition détaillée en 2018 est la suivante : terres arables (36,5 %), zones agricoles hétérogènes (25,5 %), zones urbanisées (25,2 %), forêts (6,4 %), milieux à végétation arbustive et/ou herbacée (4,2 %), zones humides côtières (2,1 %). L'évolution de l’occupation des sols de la commune et de ses infrastructures peut être observée sur les différentes représentations cartographiques du territoire : la carte de Cassini (XVIIIe siècle), la carte d'état-major (1820-1866) et les cartes ou photos aériennes de l'IGN pour la période actuelle (1950 à aujourd'hui).

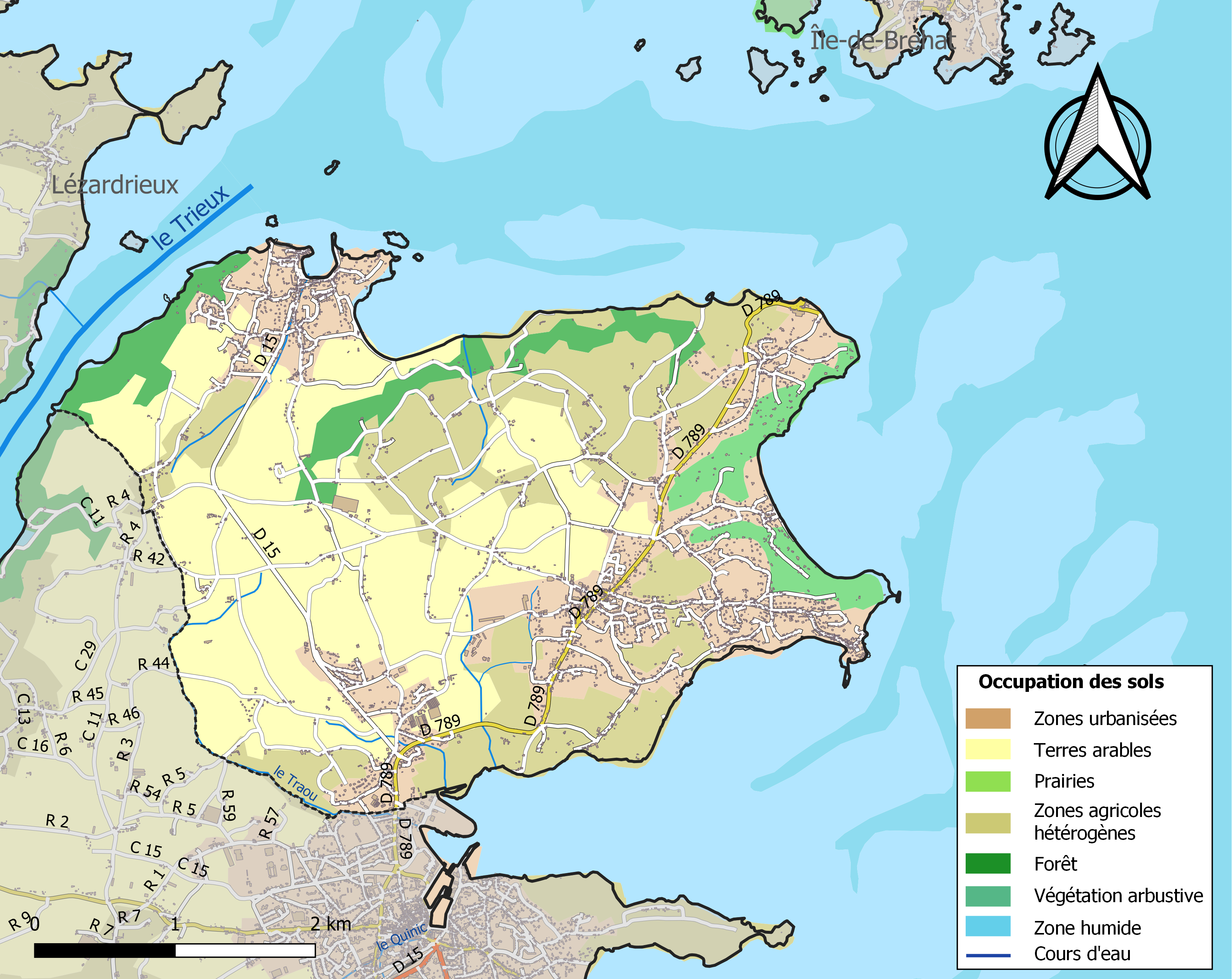
Carte des infrastructures et de l'occupation des sols de la commune en 2018 (CLC).

## Toponymie
Son nom vient de l’ancien breton ploe qui signifie paroisse et, semble-t-il, de banadl qui désigne le genêt. Le toponyme associe au breton balan (en vieux breton banadl et en moyen breton banazl) le suffixe ek. Bannalec signifie « l'endroit où pousse le genêt ». Le lieu doit probablement son nom du fait que le genêt à balais y poussait en abondance[réf. souhaitée]. Le z est muet dans le nom complet ([plubalanɛk]) mais se prononce dans le raccourci familier Ploubaz ([plubaz]).
La commune de Ploubazlanec a été nommée de différentes façons au cours du temps : Ploibanazlech (en 1224), Ploibanazlec (en 1230), Ploubanelec (en 1232), Plobanalec (en 1239, en 1250, en 1255), Plobalanech (en 1252), Ploebanalec (en 1267), Plebanalec (en 1274), Ploebalannec (en 1421), Ploubalaneuc (en 1427), Pleubalneuc (en 1428), Pleublannec ou Pleubalannec (en 1480), Ploeballanec (en 1514), Ploebazlannec (en 1543), Ploubalanec (en 1569), 'Ploubazlannec (1627) et Ploubazlanec dès 1684.

## Histoire

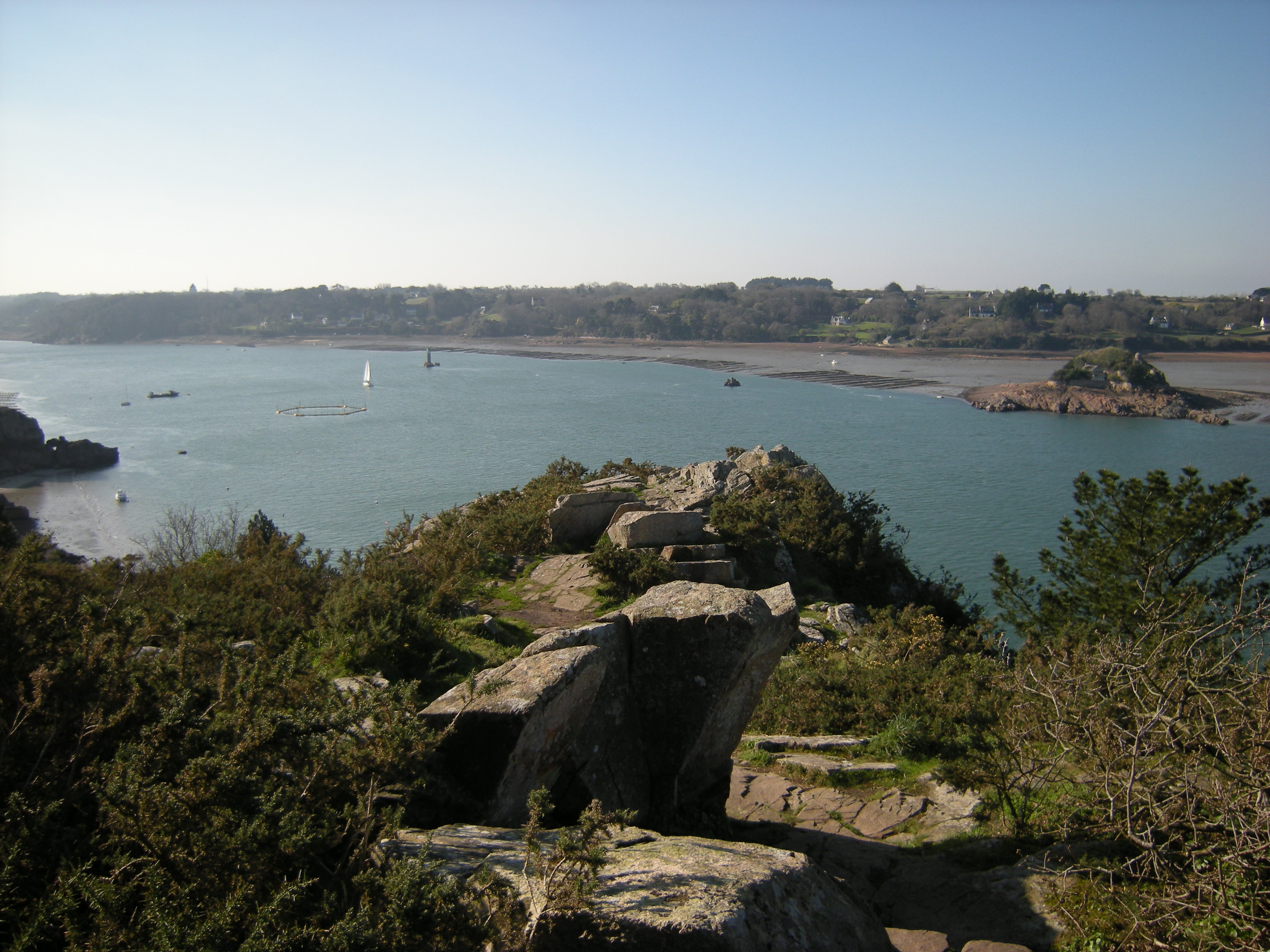
Promontoire préhistorique surplombant le Trieux. En bordure d'estran, Roc'h ar Hon. Commune de Lézardrieux en arrière-plan.

### Néolithique
Des vestiges préhistoriques sont présents sur Ploubazlanec, notamment l'allée couverte de Mélus qui date du Néolithique récent (-3000/-2500 B.C.) et le promontoire préhistorique barré de Roch'an Evned (rive droite du Trieux).

### Moyen Âge
Entre 685 et 687, saint Ivy, venant d'Outre-Manche aurait débarqué à Ploubazlanec avant de fonder un ermitage (loc en breton) en un lieu qui a pris par la suite le nom de Loguivy-de-la-Mer.
Ploubazlanec est mentionnée pour la première fois en 1224 (Ploibanazlech) lors d'une donation faite à l'abbaye de Beauport, et est désignée comme une paroisse dès 1232. Les villages de Lannévez et de Perros-Hamon, annexés plus tard par Ploubazlanec, étaient avec Bréhat une enclave du diocèse de Dol.

### Renaissance
Durant les guerres de la ligue, la commune de Ploubazlanec est occupée par un corps d'armée anglais envoyé par Elisabeth 1re d'Angleterre en 1591 et débarqué à Paimpol pour soutenir Henri IV contre la menace espagnole en Bretagne et la Ligue.
L'ancienne paroisse de Ploubazlanec ressortissait avant la Révolution à Saint-Brieuc, son évêché, et avait pour subdélégation et pour siège de sa haute justice, Paimpol. Elle faisait partie de l'ancien comté de Goëlo.

### Époque Moderne

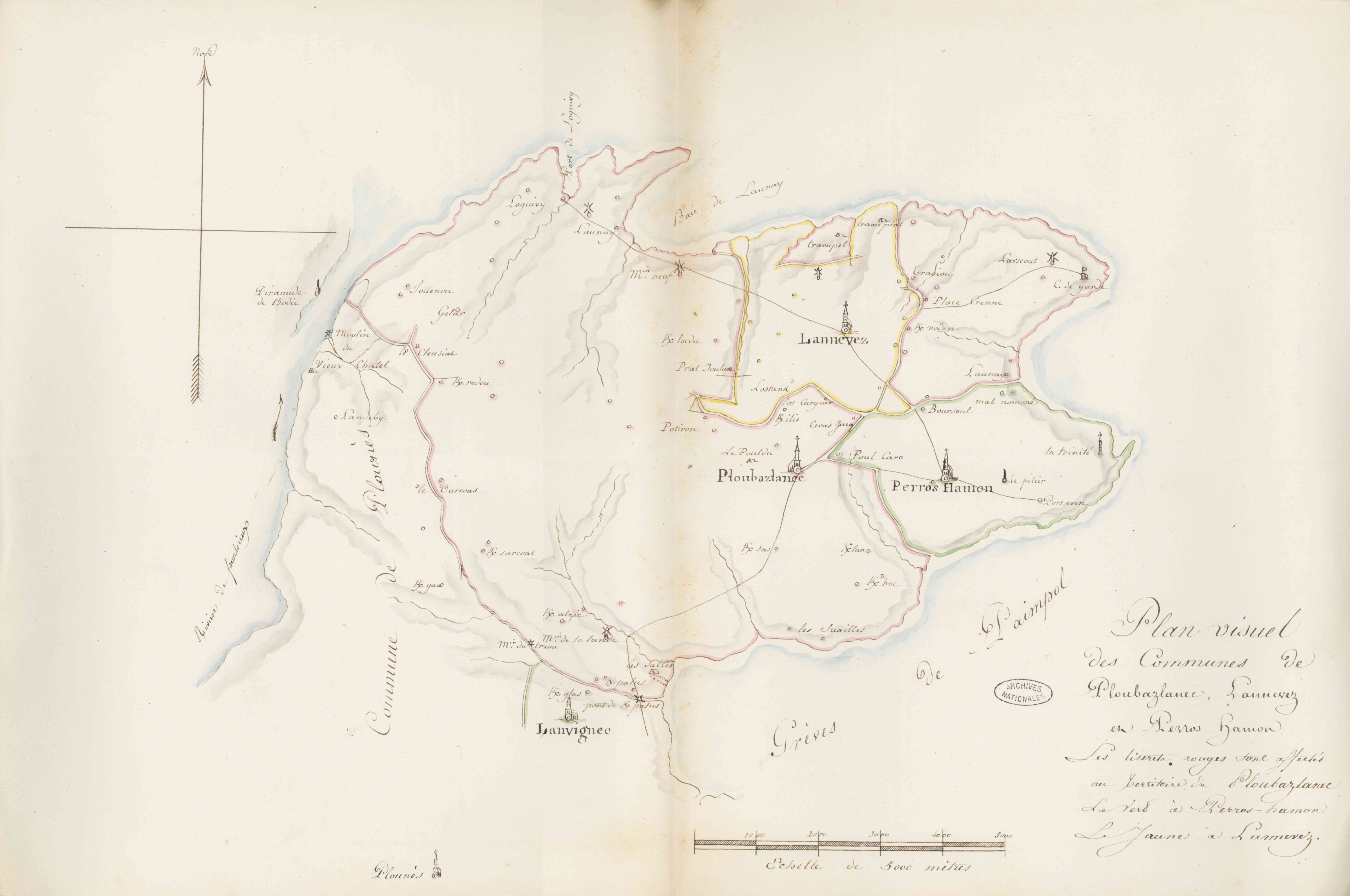
Limites territoriales de Ploubazlanec, Lannévez et Perros-Hamon avant leur fusion en 1824

Ploubazanec élit sa première municipalité au début de 1790.
Le 15 avril 1824, Ploubazlanec annexe les communes de Lannévez et Perros-Hamon par décret royal. Cette annexion a pour effet de réunir à Ploubazlanec ses deux exclaves, dont l'une comprend notamment l'Arcouest.
Au XIXe siècle, l'activité économique est centrée sur la pêche, notamment en Islande à partir du Second Empire.

### XXesiècle
Au cours de la première moitié du XXe siècle, amenés par le biologiste Louis Lapicque et l'historien Charles Seignobos, la commune devient le lieu de villégiature de nombreux scientifiques : Les Curie (Marie Curie, puis Frédéric et Irène Joliot-Curie), les Perrin, les Langevin, l'historien Georges Pagès, Marcel Cachin, ou le fondateur de L'Oréal, Eugène Schueller.

#### Première Guerre mondiale
Le Monument aux Morts fait état de 113 soldats Morts pour la France. Parmi eux, 10 ont péri en mer.

#### Seconde Guerre mondiale
56 soldats sont Morts pour la France, dont 9 qui ont péri en mer.

#### Restructuration communale
L'actuel territoire de la commune de Loguivy-de-la-Mer est créé en 1945 au détriment de celui de la commune de Ploubazlanec. Par une ordonnance épiscopale du 16 octobre 1945 est fondée la paroisse de Loguivy, devenue d'abord Loguivy-Ploubazlanec puis Loguivy-de-la-Mer en 1949.

## Politique et administration
Ploubazlanec fait partie de Guingamp Paimpol Armor Argoat Agglomération, du canton de Paimpol, de la cinquième circonscription des Côtes-d'Armor et de l'arrondissement de Saint-Brieuc.

### Élections municipales
Le maire élu en 2020 est Jean-Pierre Le Normand, premier adjoint sortant. Décédé en octobre 2021, il est remplacé par Richard Vibert.
|                   | Jean-Pierre Le Normand | DVG            | 788   | 55,84 | 18 | 2 |  |  |
| Ploubaz avec vous |                        |                | 788   | 55,84 | 18 | 2 |  |  |
|                   | Marcel Brézellec       | DVG            | 623   | 44,15 | 5  | 1 |  |  |
| Ploubaz ensemble  |                        |                | 623   | 44,15 | 5  | 1 |  |  |
|                   |                        |                |       |       |    |   |  |  |
| Inscrits          | Inscrits               | Inscrits       | 2 824 |       |    |   |  |  |
| Abstentions       | Abstentions            | Abstentions    | 1 336 | 47,31 |    |   |  |  |
| Votants           | Votants                | Votants        | 1 488 | 52,69 |    |   |  |  |
| Blancs et nuls    | Blancs et nuls         | Blancs et nuls | 77    | 5,17  |    |   |  |  |
| Exprimés          | Exprimés               | Exprimés       | 1 411 | 94,83 |    |   |  |  |

### Administration municipale et politique environnementale
Ploubazlanec est dotée d'un Plan d'Occupation des Sols (POS) approuvé en 1994. La commune a prescrit la révision de son document d'urbanisme en 2008 afin d'en adapter le contenu aux objectifs de développement qu'elle se fixe, notamment en faveur de l'accueil d'une population nouvelle, mais également afin d'en assurer une protection plus efficace de son patrimoine naturel.
L'urbanisation de la commune était autrefois liée à l'agriculture et à la pêche mais est actuellement due à la pression touristique.
Certains sites de la commune présentent un intérêt écologique et paysager si bien que des sites ont été classés et inscrits et il y a une délimitation d'Espaces Naturels Sensibles (ENS). Le littoral de la commune intercepte les périmètres de protection de deux sites d'intérêt communautaire (réseau Natura 2000) :
- La Zone Spéciale de Conservation (ZSC) « Côte de Trestel à la baie de Paimpol, estuaires du Jaudy et du Trieux, archipel de Bréhat », instituée au titre de la directive « habitats »
- La Zone de Protection Spéciale (ZPS) « Trégor Goëlo », instituée au titre de la directive « oiseaux ».

### Jumelages
La commune de Ploubazlanec est jumelée avec la commune de Bischoffsheim (Bas-Rhin) depuis le 5 septembre 1992.
Le choix d'un jumelage avec une autre commune a été fait en 1990 car à cette époque, l'Europe était au centre des intérêts.
Le fait que ce soit une commune alsacienne qui ait été choisie vient de ce que certaines villes alsaciennes souhaitaient un jumelage avec une commune bretonne.

## Population et société

### Démographie

#### Évolution démographique
L'évolution du nombre d'habitants est connue à travers les recensements de la population effectués dans la commune depuis 1793. Pour les communes de moins de 10 000 habitants, une enquête de recensement portant sur toute la population est réalisée tous les cinq ans, les populations de référence des années intermédiaires étant quant à elles estimées par interpolation ou extrapolation. Pour la commune, le premier recensement exhaustif entrant dans le cadre du nouveau dispositif a été réalisé en 2008.

En 2022, la commune comptait 2 985 habitants, en évolution de −0,47 % par rapport à 2016 (Côtes-d'Armor : +1,78 %, France hors Mayotte : +2,11 %).
| 1793  | 1800  | 1806  | 1821  | 1831  | 1836  | 1841  | 1846  | 1851  |
| ----- | ----- | ----- | ----- | ----- | ----- | ----- | ----- | ----- |
| 1 903 | 2 007 | 2 171 | 2 284 | 3 074 | 3 274 | 3 306 | 3 357 | 3 367 |

| 1856  | 1861  | 1866  | 1872  | 1876  | 1881  | 1886  | 1891  | 1896  |
| ----- | ----- | ----- | ----- | ----- | ----- | ----- | ----- | ----- |
| 3 412 | 3 402 | 3 480 | 3 150 | 3 185 | 3 412 | 3 383 | 3 451 | 3 574 |

| 1901  | 1906  | 1911  | 1921  | 1926  | 1931  | 1936  | 1946  | 1954  |
| ----- | ----- | ----- | ----- | ----- | ----- | ----- | ----- | ----- |
| 3 522 | 3 720 | 3 983 | 3 846 | 3 865 | 3 578 | 3 312 | 3 618 | 3 754 |

| 1962  | 1968  | 1975  | 1982  | 1990  | 1999  | 2006  | 2008  | 2013  |
| ----- | ----- | ----- | ----- | ----- | ----- | ----- | ----- | ----- |
| 3 724 | 3 500 | 3 358 | 3 653 | 3 725 | 3 321 | 3 261 | 3 238 | 3 057 |

| 2018  | 2022  | - | - | - | - | - | - | - |
| ----- | ----- | - | - | - | - | - | - | - |
| 3 029 | 2 985 | - | - | - | - | - | - | - |

#### Pyramide des âges
La population de la commune est relativement âgée.
En 2018, le taux de personnes d'un âge inférieur à 30 ans s'élève à 21,7 %, soit en dessous de la moyenne départementale (30,7 %). À l'inverse, le taux de personnes d'âge supérieur à 60 ans est de 46,1 % la même année, alors qu'il est de 32,9 % au niveau départemental.
En 2018, la commune comptait 1 441 hommes pour 1 588 femmes, soit un taux de 52,43 % de femmes, légèrement supérieur au taux départemental (51,7 %).
Les pyramides des âges de la commune et du département s'établissent comme suit.
| Hommes | Classe d’âge | Femmes |
| ------ | ------------ | ------ |
| 0,8    | 90 ou +      | 2,7    |
| 12,2   | 75-89 ans    | 14,7   |
| 29,5   | 60-74 ans    | 31,7   |
| 21,7   | 45-59 ans    | 20,4   |
| 11,8   | 30-44 ans    | 10,7   |
| 12,1   | 15-29 ans    | 8,9    |
| 11,9   | 0-14 ans     | 10,8   |

| Hommes | Classe d’âge | Femmes |
| ------ | ------------ | ------ |
| 0,9    | 90 ou +      | 2,6    |
| 9,1    | 75-89 ans    | 12,5   |
| 21,1   | 60-74 ans    | 21,6   |
| 20,4   | 45-59 ans    | 19,4   |
| 16,3   | 30-44 ans    | 15,7   |
| 15,1   | 15-29 ans    | 12,8   |
| 17,1   | 0-14 ans     | 15,5   |

### Santé
On trouve à Ploubazlanec plusieurs spécialistes à savoir : (la commune recherche, actuellement un médecin)
- une pharmacie
- des infirmiers
- des kinésithérapeutes
- des dentistes.

### Établissements scolaires
Plubazlanec est située dans l'académie de Rennes. Elle compte deux écoles primaires : l'école du Bourg (public) et l'école Sainte-Anne / Saint-Denis (privé), et le lycée Sainte Élisabeth – KERSA (privé).

### Sports

#### Équipements sportifs

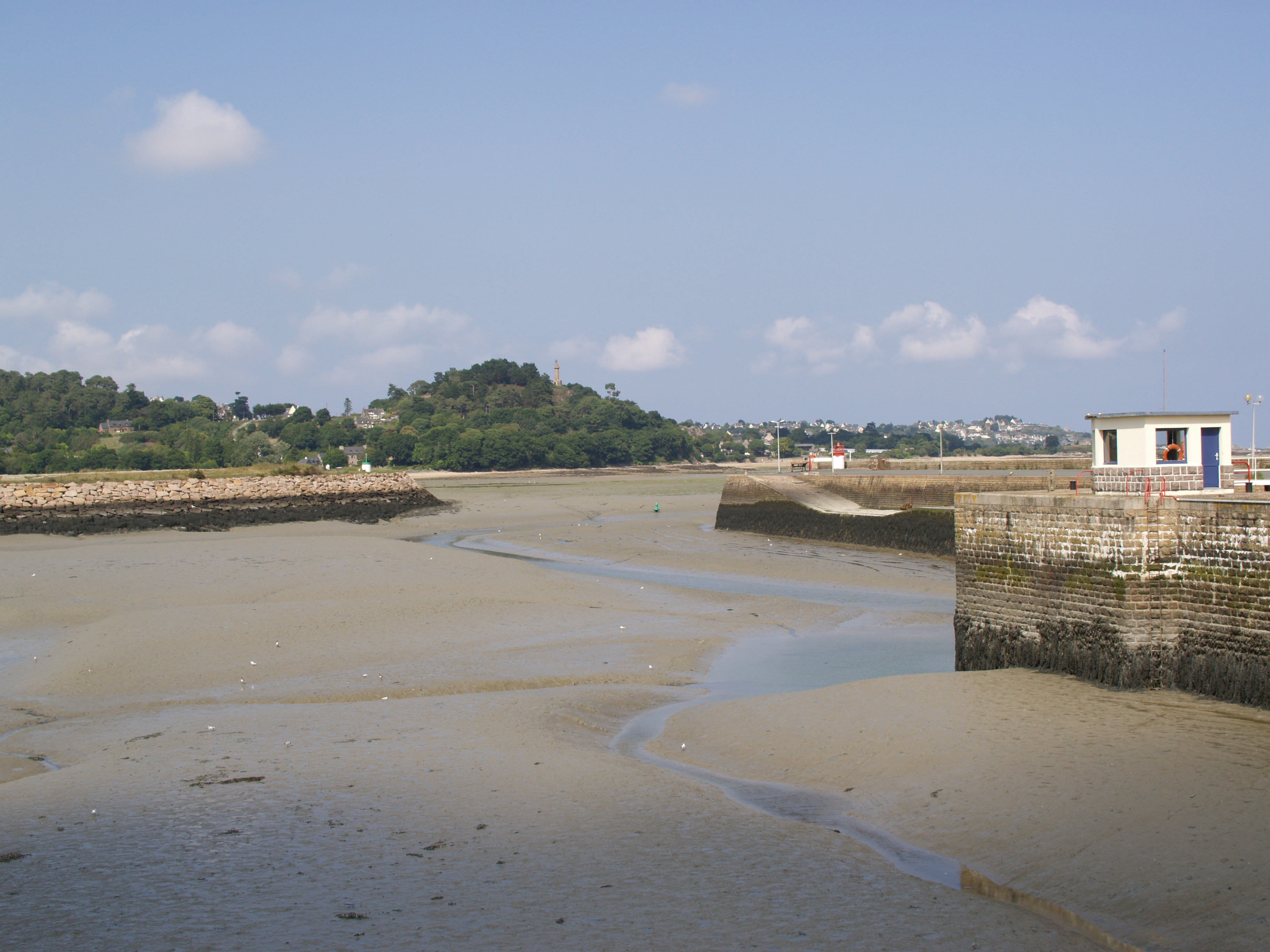
La tour de Kerroc'h et Ploubazlanec vus du port de Paimpol

- Stade Marcel Le guyader (deux terrains)
- Le terrain de handball de l'école de Loguivy-de-la-Mer
- Terrain multisports[64]
- Le plateau sportif de l'école du bourg
- Le gymnase du lycée Sainte-Élisabeth – KERSA
- Le terrain de football du lycée Sainte-Élisabeth – KERSA
- Salle de danse
- Le terrain de basket-ball de l'école de Loguivy-de-la-Mer
- Le centre nautique de Loguivy-de-la-Mer
- Terrains de tennis

#### Les clubs
- Club Pêche sportive
- Étoile Sportive de Ploubazlanec
- Pôle nautique Paimpol-Goëlo
- Club de badminton « Sports Loisirs Ploubazlanec ».

### Tourisme

#### Capacité d'hébergement touristique
La commune comprend 6 hôtels (611 chambres au total) dont 1 à trois étoiles (21 chambres) et 5 à deux étoiles; ainsi que deux campings, dont 1 à deux étoiles (65 emplacements) et 1 à une étoile (35 emplacements).

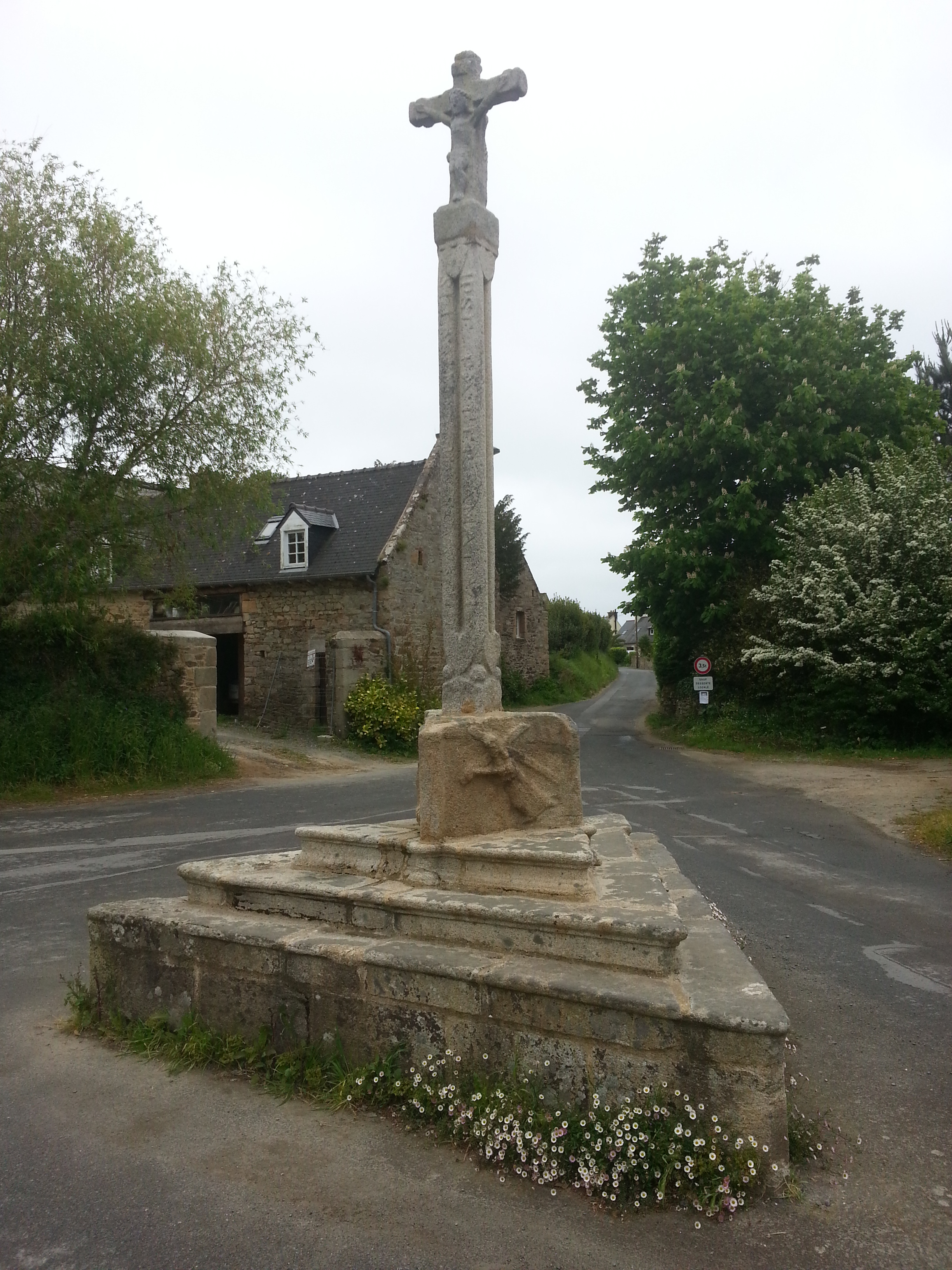
Calvaire Cornic près de Kerroc'h

## Économie
- Agriculture (primeurs)
- Pêche
- Mytiliculture et ostréiculture
- Commerce de détail
- Développement du tourisme.
- Agro-industrie : unité de méthanisation

### Chiffres clés

#### Endettement
Le bilan 2014 de la commune montre une dette de 1,566 millions d'euros, soit 469 €/habitant - nettement en dessous des 710 €/an de moyenne pour les communes de la même strate.

#### Fiscalité
En 2014 la moyenne de la taxe d'habitation est de 1 431 euros, soit une augmentation de euros sur la moyenne pour les communes de la même strate (1 183 euros).
La même année, la commune collecte 750 000 euros en taxe d'habitation (soit 225 €/habitant ; la taxe d'habitation moyenne pour cette strate en 2014 est 152 €),
585 000 euros en impôt sur le foncier bâti (taux voté à 18,14% ; le taux moyen pour cette strate est 17,64%)
et 67 000 euros en impôt sur le foncier non bâti (taux voté à 70,41% ; le taux moyen pour cette strate est 50,92%).

#### Logement[67]
Le nombre total de logements à Ploubazlanec augmente de façon régulière depuis 1975.
Moins des deux tiers des maisons sont des résidences principales alors que le tiers est composé de résidences secondaires en 2011.
Près de 80 % des ménages étaient propriétaires de leur résidence principale en 2011.

#### Emploi - Chômage[68]
En 2011 le taux de chômage était de 7,8 % à Ploubazlanec contre 7,6 % en Cotes-d'Armor et le taux d'activité était de 66,4 %.
Le taux de chômage est actuellement de 9,6 % à Ploubazlanec.

#### Établissements[69]
Part des établissements par secteur à Ploubazlanec :
- Agriculture : 29,3 %
- Industrie : 4,7 %
- Construction : 6,3 %
- Commerce, transports et services divers : 51,1 %
- Administration publique, enseignement, santé et action sociale : 8,5 %.

## Culture locale et patrimoine

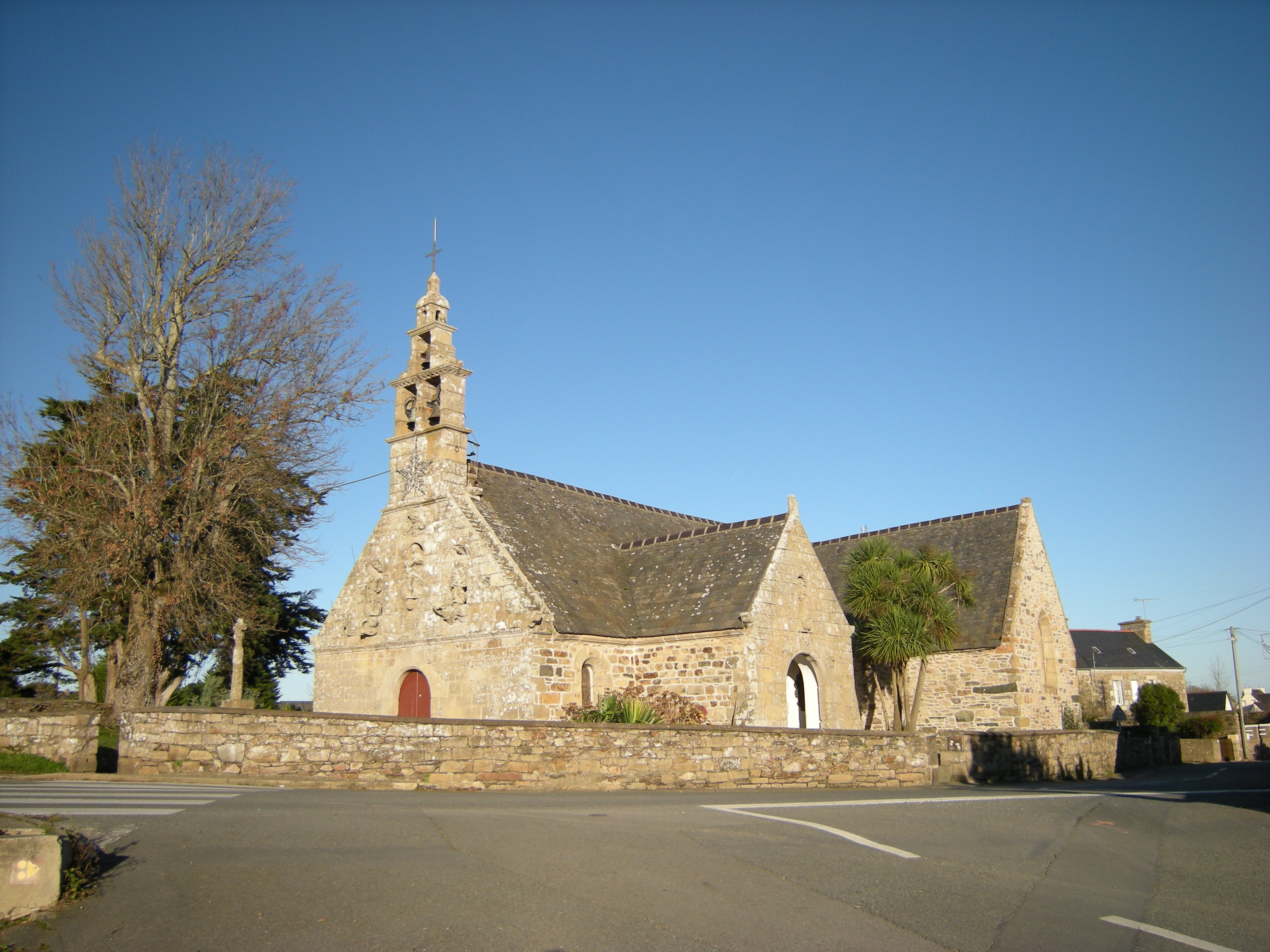
La chapelle de Perros-Hamon.

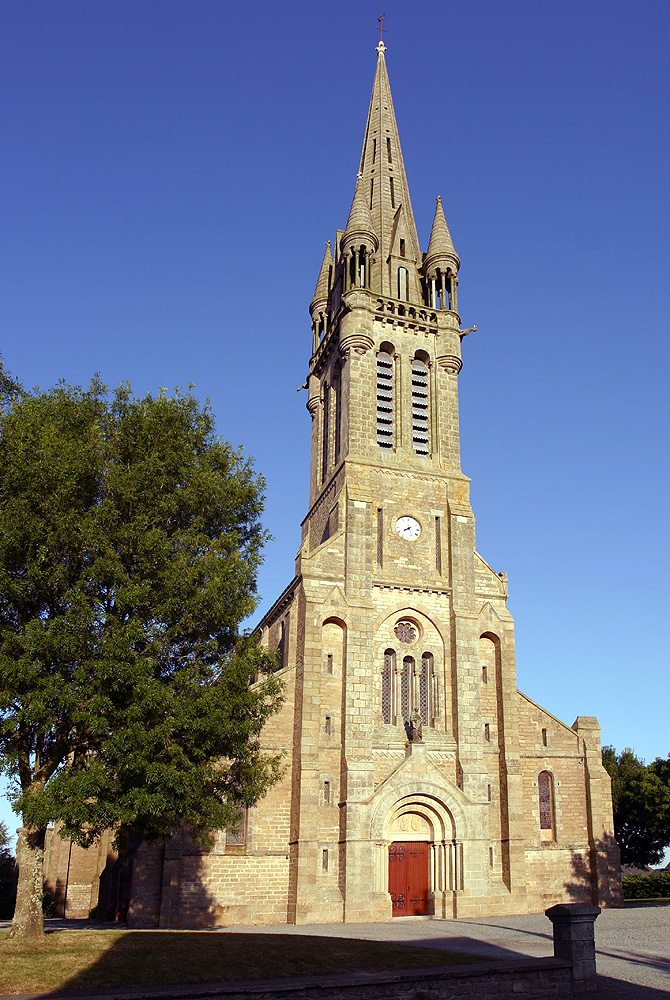
L'église Sainte-Anne.

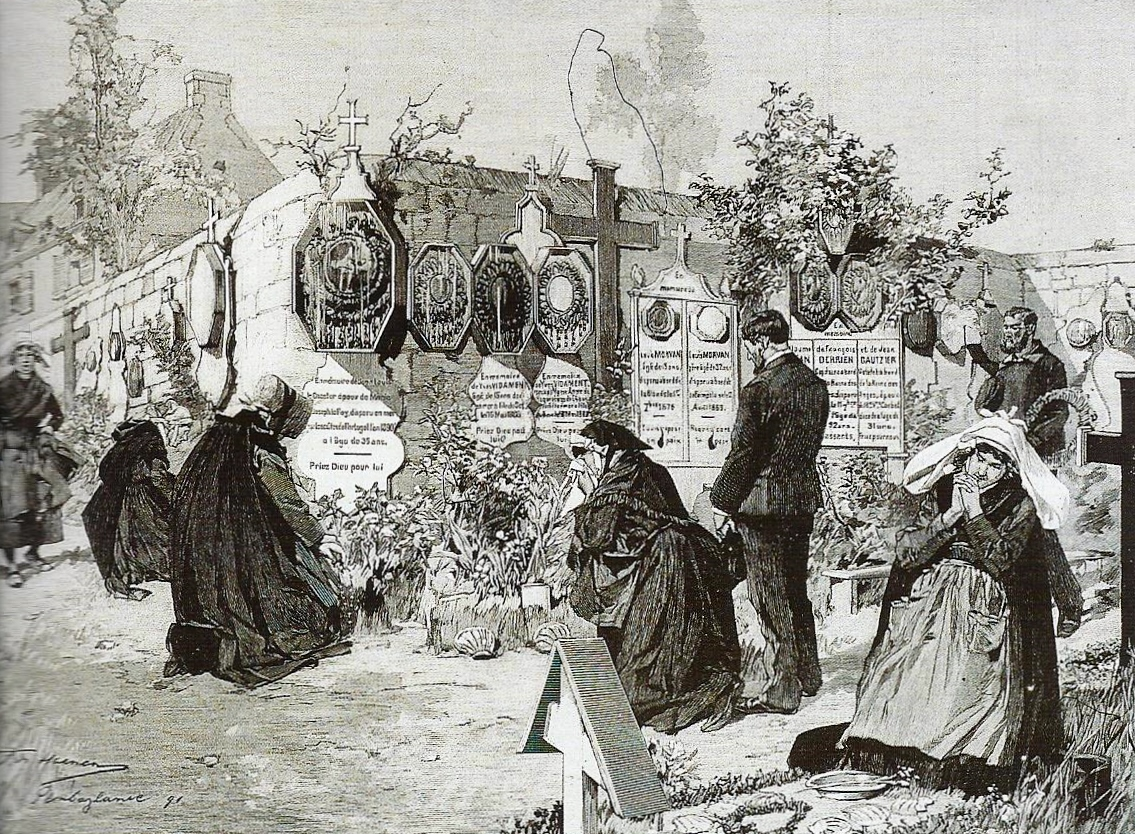
Le Mur des disparus en mer (dessin, revue L'Illustration, 1891).

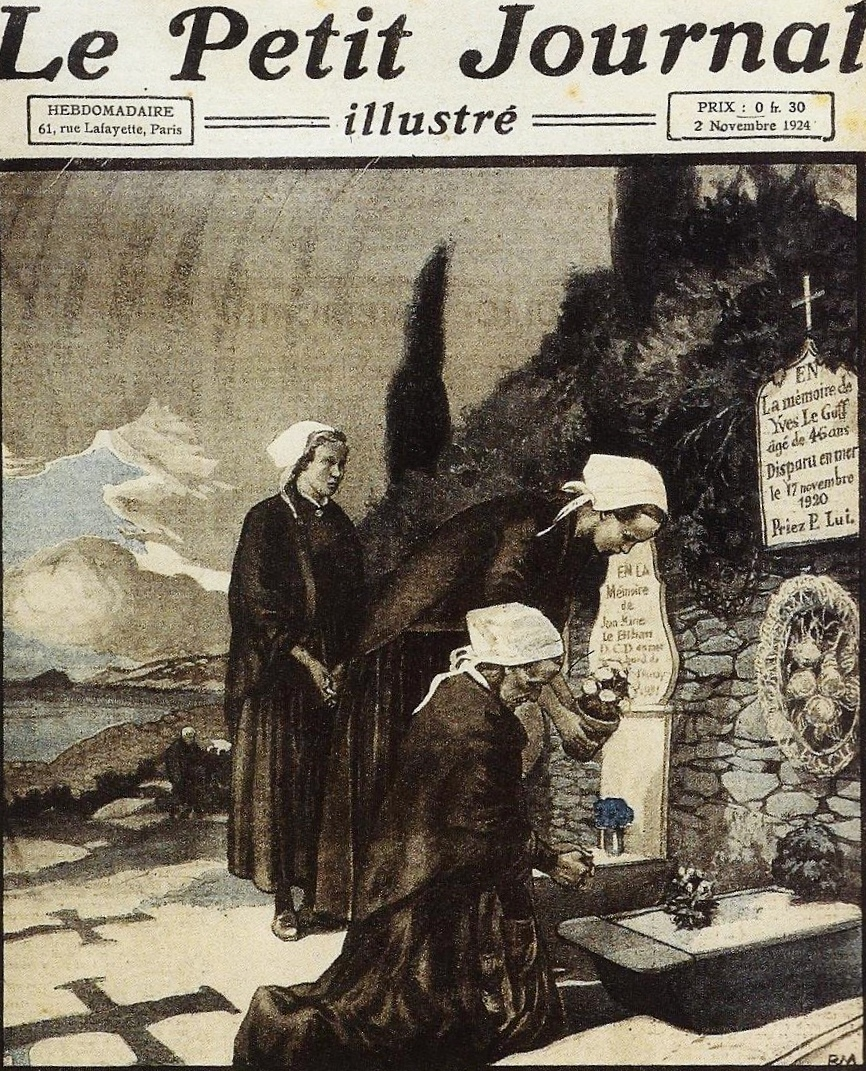
Femmes se recueillant devant le monument des péris en mer dans le cimetière de Ploubazlanec (Le Petit journal illustré du 2 novembre 1924).

### Lieux et monuments

#### Croix des Veuves
Croix catholique de granite édifiée en 1714 d'où les femmes de pêcheurs d'Islande attendaient le retour des marins. Les goélettes étaient visibles à plus de dix milles par temps clair, depuis cet observatoire situé à 60 mètres au-dessus de la mer. Ce calvaire est inscrit au titre des monuments historiques par arrêté du 22 mars 1930.

#### La tour de Kerroc'h
([kɛʁɔx] ou [kɛʁɔʁ]) Cette tour de granite est érigée en 1873 au sommet d'une butte que l'on appelle alors Krech'Mazé (Mathieu en breton) par les demoiselles Janoly. Elle est surmontée de la statue de la Vierge et de saint Joseph avec l'Enfant Jésus. On peut admirer dans ce quartier un calvaire construit par Yves Cornic. Il est remarquable pour sa forme triangulaire (symbole de la Trinité). L'endroit offre un beau panorama sur la baie de Paimpol.

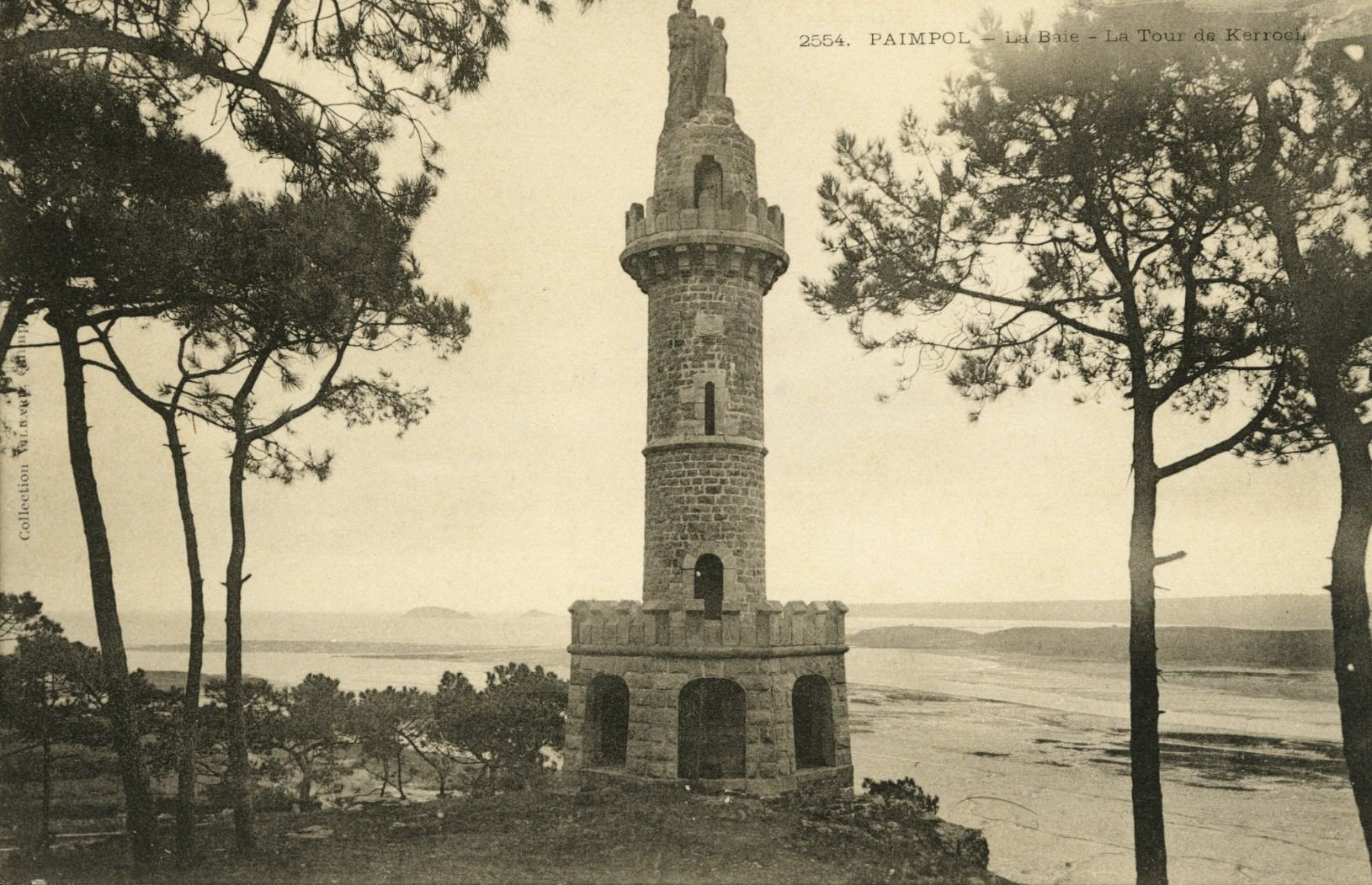
La tour de Kerroc'h (carte postale début XXe siècle).
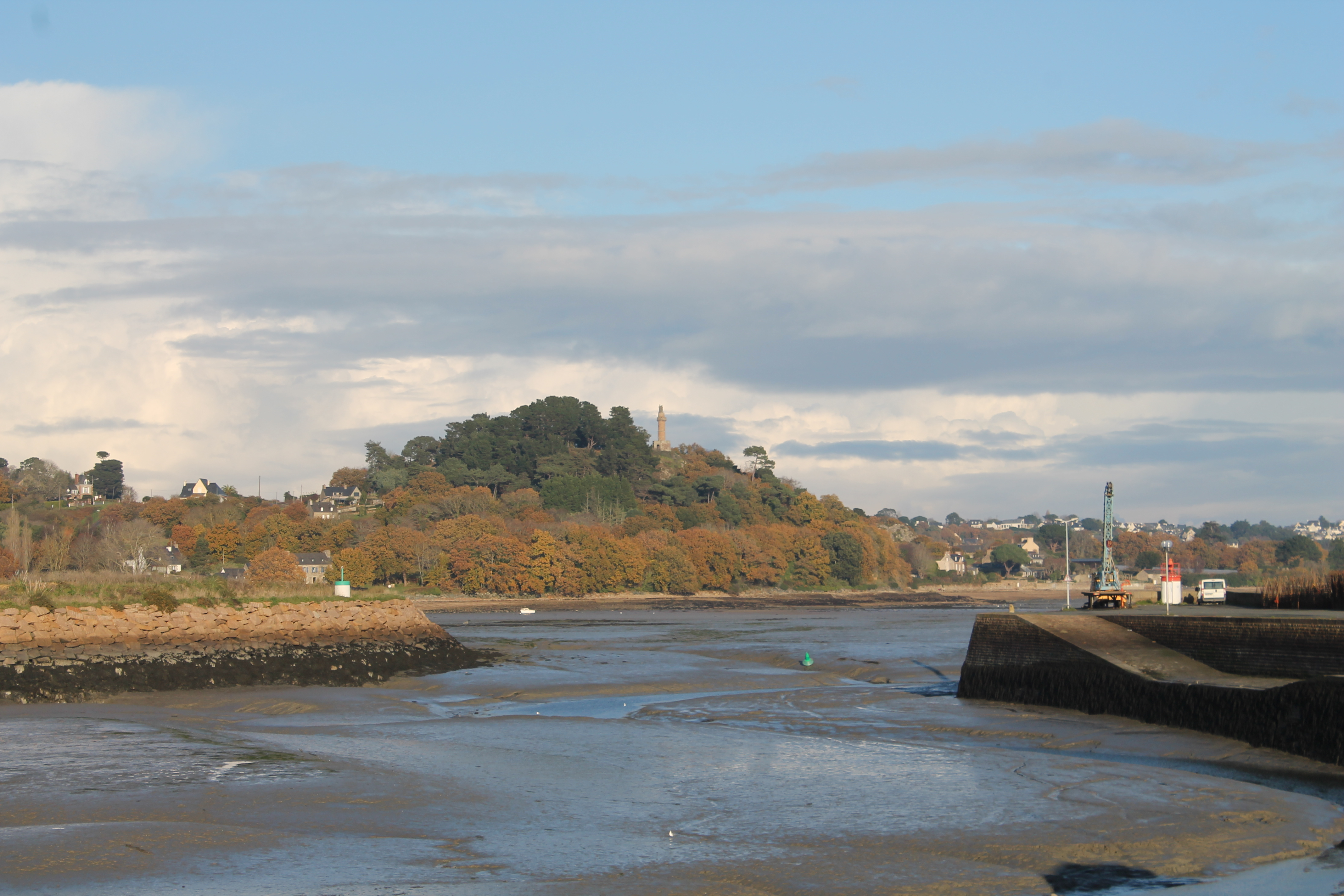
Ploubazlanec : la tour de Kerroc'h vue du port de Paimpol.

#### La chapelle de Perros-Hamon
La chapelle de Perros-Hamon a été construite en 1683, dédiée à Notre-Dame de Perros et remaniée en 1728 et en 1770. Elle est inscrite au titre des monuments historiques par arrêté du 6 mars 1925. Elle était une enclave de l'ancien diocèse de Dol en l'évêché de Saint-Brieuc
À l'origine, la célébration des « péris en mer » avait lieu dans la chapelle de Perros-Hamon. Des ex-votos et plaques des marins morts à la Grande pêche ornent toujours le porche sud de la chapelle. Le "mur des disparus" du cimetière de Ploubazlanec s'y est substitué ensuite.
Voir aussi : Maître-autel de la chapelle de Perros-Hamon

#### L'église Sainte-Anne
L'église Sainte-Anne est construite de 1906 à 1908, en remplacement de l'ancienne église et était dédiée autrefois à saint Pierre.
De style roman, avec alternance des piles, elle est due aux plans d'Ernest Le Guerranic et fut exécutée par M. Canivet, de Coray. La première pierre fut bénite le 24 mai 1906 et la bénédiction de l’église eut lieu le 20 décembre 1908.

#### Le Mur des Disparus
Le mur ouest du cimetière, qui jouxte l'ancien presbytère, est surnommé « Mur des disparus » : des plaques commémoratives en bois et en marbre y sont fixées qui rappellent la mémoire des disparus en mer, notamment depuis le début de la pêche « à Islande » (on estime à près de 150 le nombre des goélettes naufragées, dont 70 perdues corps et biens) ; entre 1852 et 1935, plus de 2 000 marins du Goëlo ont péri en mer au cours des campagnes morutières.
En 1952, à l'occasion du centenaire du premier départ d'une goélette pour l'Islande (celui de l' Occasion), la commune fit refaire les plaques commémoratives (les nouvelles étant de couleur noire) dans l'ordre chronologique des naufrages.

#### L'Allée couverte de Mélus

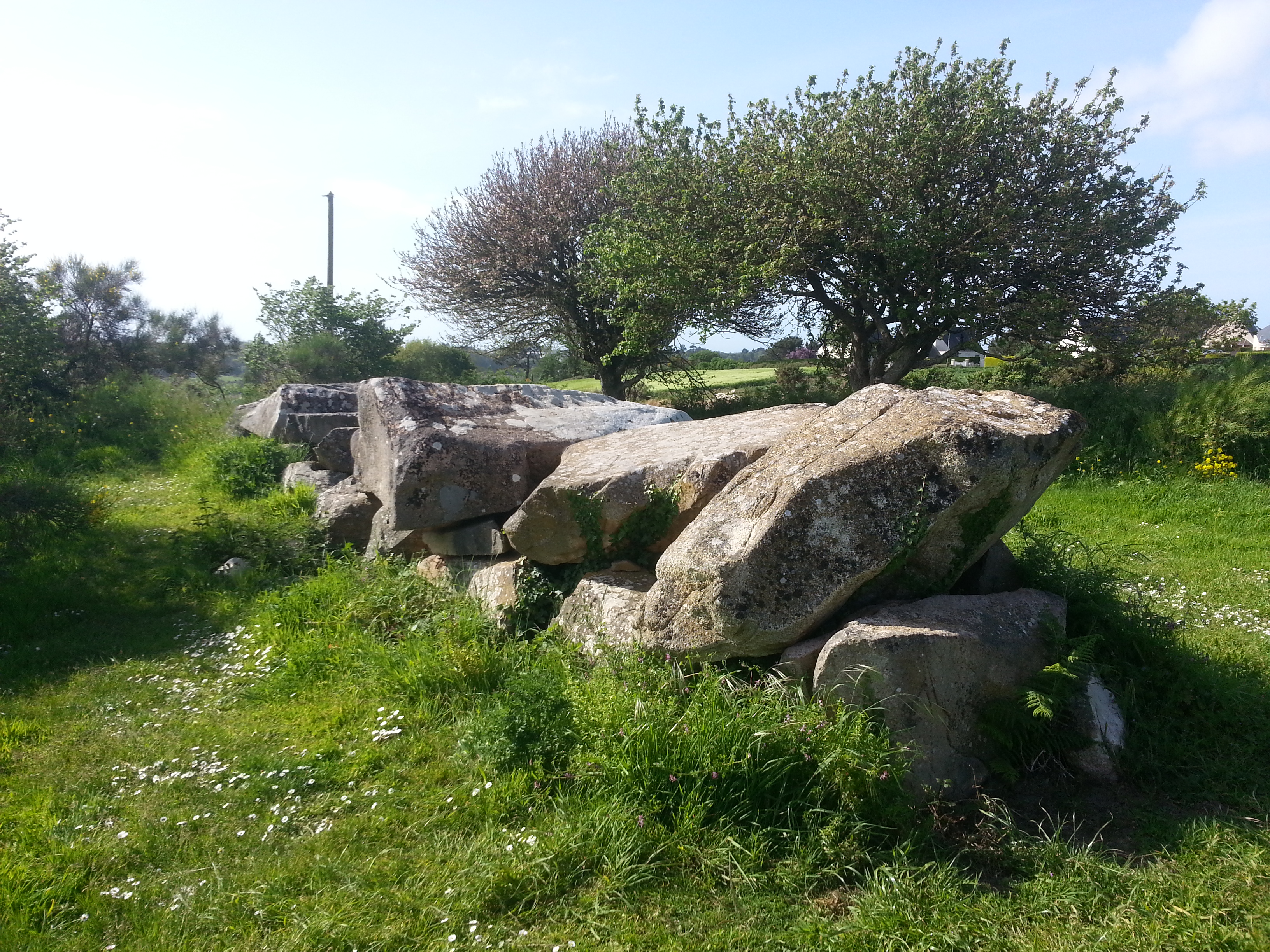
Allée couverte de Mélus.

L'Allée couverte de Mélus est située au lieu-dit Parc-ar-Rhamb et date du néolithique récent (-3000/-2500 av J.C.).
Des fouilles sont opérées en 1933 par un certain Fournier. Il y découvre de grandes lames de silex, dont deux sont attestées comme provenant du Grand-Pressigny. Il a également découvert des haches de pierres et des poteries, parfois en excellent état, qui démontrent les échanges européens de marchandises de cette époque.
Elle est classée aux monuments historiques depuis le 6 juin 1951.

#### Le promontoire préhistorique

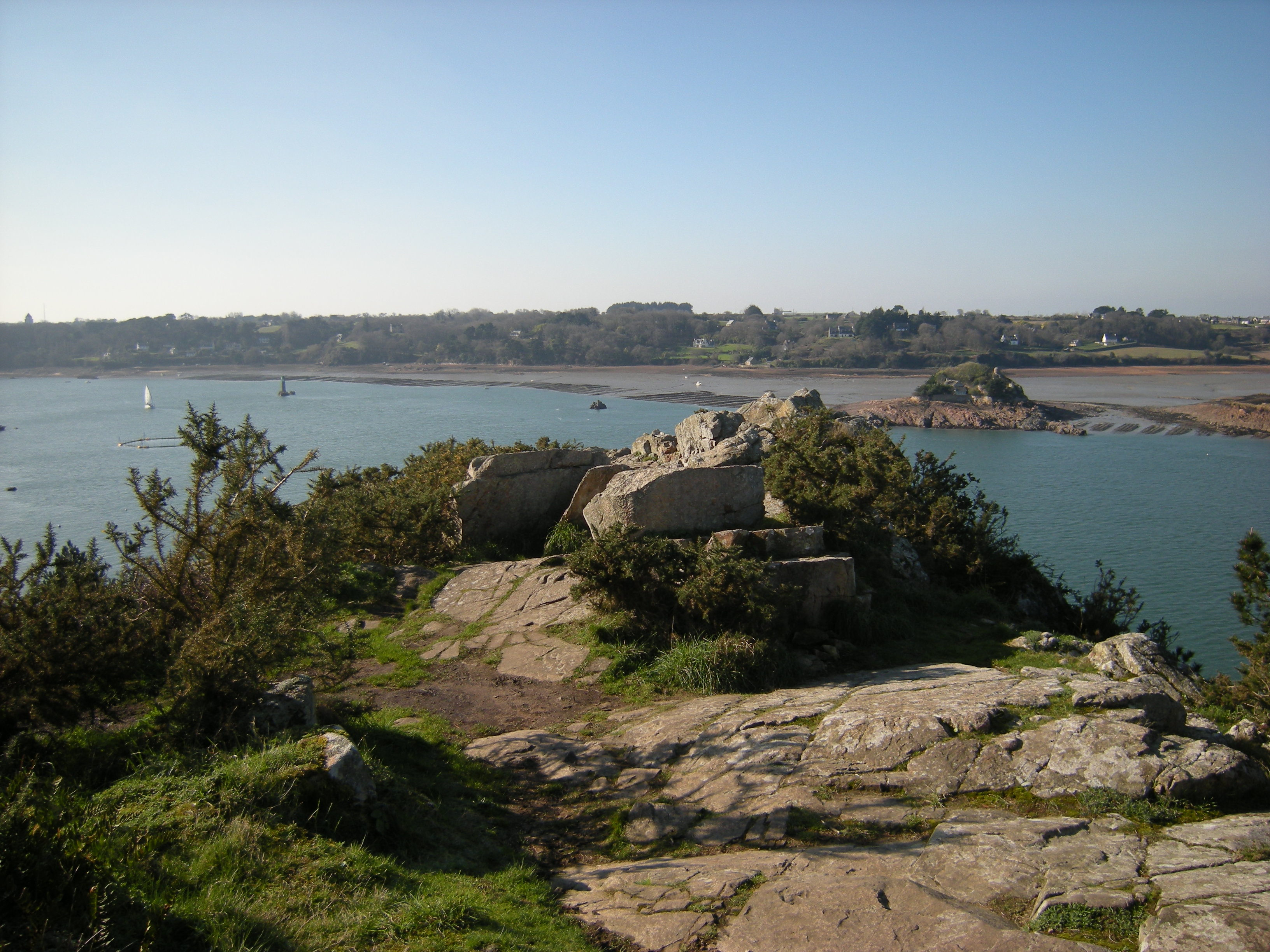
Promontoire préhistorique barré de Roch'an Evned, vue d'ensemble. rive droite du Trieux, à Loguivy-de-la-Mer, commune de Ploubazlanec.

Au lieu-dit Roc'h an Evned se trouve un promontoire préhistorique barré, inscrit au titre des monuments historiques par arrêté du 7 janvier 1959. C'est la « Roche aux Oiseaux » près de l'impasse de la Moisie, à environ 500 m au nord de l'allée couverte de Mélus.

#### Chapelle et calvaire de Lancerf
La chapelle date du XVIe siècle.
Le calvaire de la chapelle de Lancerf placé au sommet de l’arche de la chapelle de Lancerf est inscrit au titre des monuments historiques par arrêté du 6 mai 1927.

### Patrimoine naturel
La commune comprend un nombre assez important de zones protégées ou remarquables.
Zones naturelles d'intérêt écologique, faunistique et floristique (ZNIEFF)
La commune est concernée par une seule zone de ce type : la ZNIEFF continentale de type 2 des « Estuaires du Trieux et du Jaudy », soit 12 387,76 hectares sur huit communes : Kerbors, Lanmodez, Lézardrieux, Paimpol, Ploubazlanec, Plougrescant, Plouguiel et Trédarzec. Le Jaudy est lui aussi un petit fleuve côtier à environ 8 km à l'ouest du Trieux. Les terrains visés sur l'ensemble de la zone sont avant tout les salines ; une surface importante de vasières côtières et bancs de sable dépourvus de végétation est également incluse, ainsi que des prés salés, quelques points d'eau douce stagnantes et des eaux courantes, et des prairies humides. Le tout est une réserve de chasse et de faune sauvage du domaine public maritime. Sur Ploubazlanec cette ZNIEFF inclut tout le littoral depuis le Trieux jusqu'à la pointe de l'Arcouest (elle s'arrête environ 180 m à l'Est du débarcadère du port de l'Arcouest), avec des incursions sur la terre comme la pointe de Gouern qui est entièrement incluse dans la zone, et une partie des falaises ouvrant sur le Trieux et sur le nord.
Zone de protection spéciale (ZPS, directive Oiseaux)
Toutes les côtes de la commune sont incluses dans la grande zone de protection spéciale (ZPS) de « Tregor Goëlo », un site Natura 2000 selon la directive Oiseaux qui couvre 91 228 hectares répartis sur 27 communes des Côtes-d'Armor.
Zone spéciale de conservation (ZSC, directive Habitat)
Les mêmes zones de la commune sont également incluses dans la Zone spéciale de conservation (ZSC) de « Tregor Goëlo », un site d'intérêt communautaire (SIC) selon la directive Habitat qui couvre 91 438 hectares au total.
Espaces protégés et gérés
L'espace protégé et géré de l'« Anse de Gouern » est fait de deux petits terrains totalisant 0,211 hectare, acquis par le Conservatoire du Littoral et soumis à un arrêté de protection de biotope passé le 10 octobre 2014. Ils sont situés en bordure sud-ouest du parking ouest (entrée par l'impasse Gardenn an Inizi).

### Personnalités liées à la commune

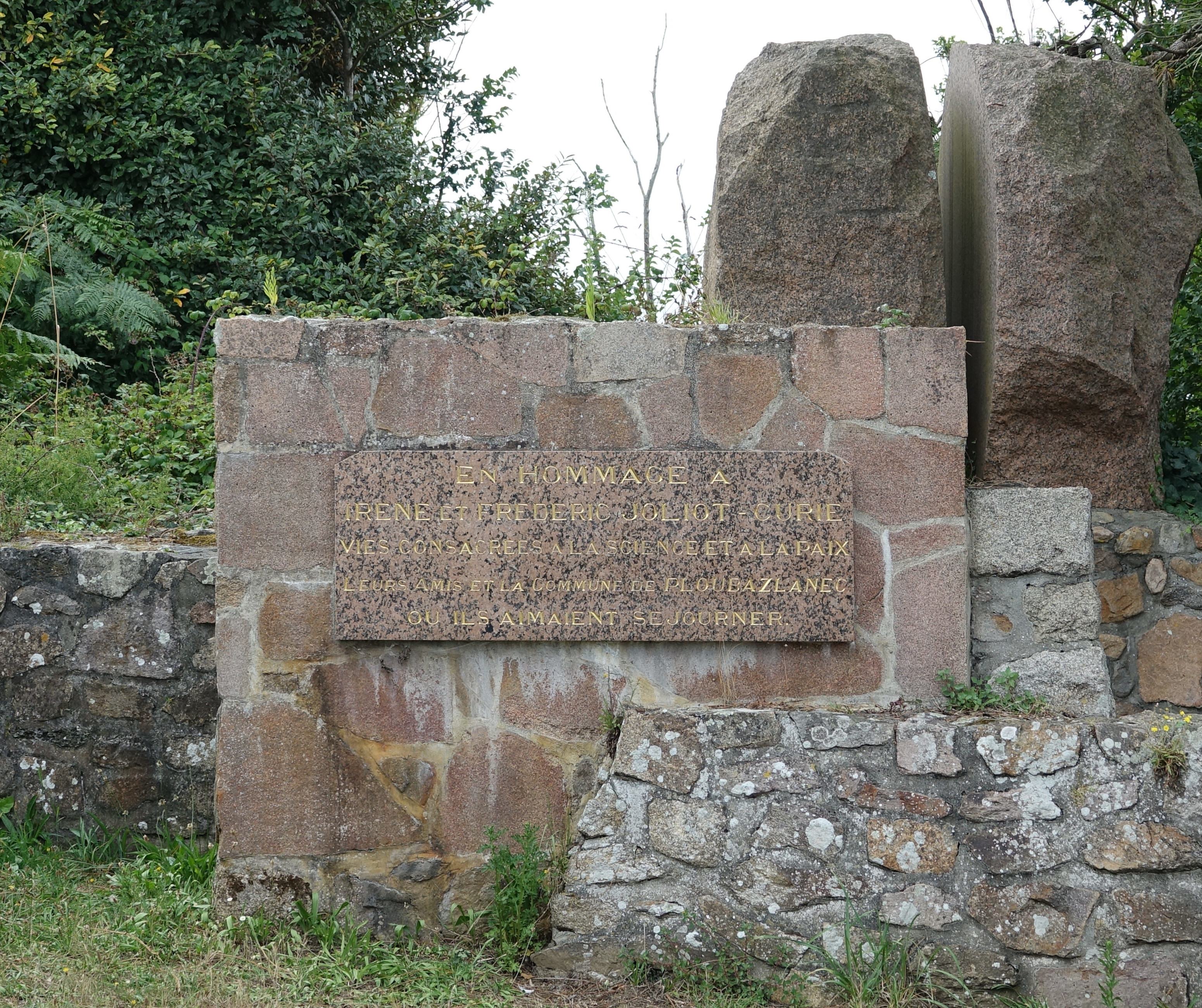
Mémorial en granite rose, hommage à Irène et Frédéric Joliot-Curie.

- Louis-Marie Faudacq (1840-1916), peintre, mort à Ploubazlanec.
- Pierre Loti (1850-1923) : dans son roman Pêcheur d'Islande, il évoque Ploubazlanec, le village de Yann Gaos.
- Charles Seignobos (1854-1942), historien français, mort à Ploubazlanec, y avait une maison, appelée Taschen Bihan.
- J.-H. Rosny jeune (1859-1948), écrivain né à Bruxelles et mort à Ploubazlanec.
- Louis Lapicque (1866-1952), physiologiste, y avait une maison, appelée Roc'h Ar Had.
- Marie Curie (1867-1934), physicienne, prix Nobel de chimie 1911, s'est fait construire une maison à Ploubazlanec avec l'argent de son prix Nobel.
- Marcel Cachin (1869-1958), fondateur du Parti communiste, vécut à Loguivy-de-la-Mer et à Lancerf.
- Jean Perrin (1870-1942), physicien, prix Nobel de physique 1926, s'est fait construire une maison à Ploubazlanec avec l'argent de son prix Nobel.
- Jean-Georges Cornélius (1880-1963), peintre, mort à Ploubazlanec.
- Pierre-Marie Lec'hvien (1885-1944), prêtre et écrivain de langue bretonne, né à Ploubazlanec et mort recteur de Quemper-Guézennec en 1944.
- Eugène-Joseph-Marie Le Bellec (1890-1970), évêque de Vannes (1941-1964), né à Ploubazlanec et mort à Lannion.
- Irène et Frédéric Joliot-Curie, prix Nobel de physique 1935, ont séjourné régulièrement à Ploubazlanec, un mémorial en granit rose sur la côte témoignant de leur présence.
- Lucien Ott (1872-1927), peintre, y vécut pour exercer son art.
- Joseph Bocher (1898-1973), homme politique né à Ploubazlanec, maire d'Équeurdreville-Hainneville, sénateur de la Manche.
- Maurice Borgeaud (1909-2006), sidérurgiste, mort à Launay, Ploubazlanec.
- Joseph Lec'hvien (1919- ), prêtre et écrivain de langue bretonne, né à Ploubazlanec, neveu de Pierre-Marie Lec'hvien.
- François Flohic (1920-2018), résistant, aide de camp du général de Gaulle.
- Liliane Bettencourt (1922-2017), femme d'affaires, a résidé à Ploubazlanec.
- Olivier Rolin (1947-), Prix Femina 1994 pour son roman Port-Soudan, écrit intégralement à Ploubazlanec.
- Emmanuel Carrère (1957-), Prix Femina 1995 pour son roman La Classe de neige, écrit au même endroit qu'Olivier Rolin un an auparavant.

### Ploubazlanec dans la littérature et la fiction
Le port de Loguivy est le sujet de la chanson de François Budet nommée Loguivy-de-la-Mer. Celle-ci a rendu son auteur et ce lieu populaires. Elle est considérée comme l'un des grands chants de marins contemporains.
Pierre Loti parle de Ploubazlanec dans son roman Pêcheur d'Islande.